# 8時だョ!全員集合の歴史
8時だョ!全員集合の歴史（はちじだョ!ぜんいんしゅうごうのれきし）では、TBS系列で放送されたバラエティ番組『8時だョ!全員集合』の歴史について触れる。

## 制作背景

### 立ち上げまでの経緯
TBS系土曜20時枠はそれまで『逃亡者』などのドラマを放送していたが、やがて裏番組『コント55号の世界は笑う』（フジテレビ）の影響で視聴率が低迷し『全員集合』開始前は3 - 5%にまで落ち込んでいた。そこで、この枠で視聴率の取れる番組を制作すべく、前枠番組『お笑い頭の体操』を成功させていたTBSプロデューサー・居作昌果に白羽の矢が立った。居作は新番組制作に専念するため、『お笑い頭の体操』のプロデューサーを降りようとしたが、これに『お笑い頭の体操』のスポンサーだったロート製薬が猛抗議。ロートは「居作を『お笑い頭の体操』の専属にしてほしい」「他番組との掛け持ちは認めない」という姿勢だったが、居作の意志は固く、最終的にはロート側が折れて「番組掛け持ち」を容認させることとなった。

### 企画
居作は企画作成の際に、まず裏番組に出演するコント55号の事を考えた。55号の持ち味である「スピード感と即興力」に対抗するには、「時間をかけて練りに練り上げた笑い」しかないと考え、レギュラー出演者にザ・ドリフターズの起用を決めた。ドリフを起用したのは、「リーダーのいかりや長介は（アドリブに長けた55号に比べて）不器用で口下手だが、ギャグを考えるのが大好き」だったからだという。ところが、当時のTBS社内でのドリフの評価は低く、編成から反対の声が多数上がった。その中には「クレージーキャッツを起用すべきだ」という意見があり、ドリフとクレージーの所属事務所・渡辺プロダクションからも「そういう番組であればクレージーの方が向いているのでは?」と言われた。しかし、当時のクレージーはグループとしての活動をほとんど行っておらず、居作は「（クレージーでは）メンバーそれぞれのスケジュールの調整がつかなくなる」としてドリフ起用の姿勢を曲げなかった。
その後、「ドリフがジャズ喫茶時代から客前でネタをやるのに慣れている」「会場にいる観客を笑わせられなくて、視聴者を笑わせられるはずがない」として、収録を劇場・ホールでの公開形式とすること、「視聴者に『番組が今、実際に行われている』という臨場感を持ってほしい」「出演者にNGが効かない緊張感を味わってほしい」という理由から生放送で行うことをそれぞれ決定、「ドリフをメインとする生放送の公開バラエティ番組」という骨組みを作り上げていった。
そして居作は、赤坂のTBSに程近い寿司屋にドリフの面々を呼び、顔合わせを兼ねて会食を行うことになった。その席上でいかりやが「今の55号は日の出の勢い。その裏でいくら頑張っても勝ち目はないんじゃないの?」と、新番組に対して消極的な発言をすると、居作は「確かに55号とドリフじゃ、今は月とスッポンかもしれない。だけどスッポンが月に勝てないと決まってるわけじゃない」と返した。これを受けたいかりやは驚き、「居作さんをギャフンと言わせてやろう」と新番組のオファーを受諾。こうして番組開始が決定した。
番組タイトルの『8時だョ!全員集合』は、系列局やスポンサーを交えての企画説明会議で、スポンサーのライオン油脂（現：ライオン）の広告部長が、「8時になったら、テレビの前にみんな集まるような番組を作って欲しい」と発言し、それを聞いた居作がその場で思い付いたものである。

### 放送開始から人気上昇まで
1969年10月4日、番組はスタートを切った。この年の10月はドリフが新宿コマ劇場で公演を行っていたことから、初回から10月25日放送分までの4回分は、9月に事前収録となった。
開始当初はドリフによるコントだけでなく、作曲家の山本直純を起用しての音楽コーナーやゲストを招いてのトークコーナー、巨大すべり台セットを使用してのクイズコーナー「ドリフでドボン」があった。
こうして10月に放送された4回分の平均視聴率は約14%（初回視聴率は12.9%）で、これまでの番組と比べればまずまずの結果を収めた。しかし、VTRをチェックしていく中でドリフが苦手としているコーナーが多かったことがわかり、コント以外のコーナーを年内一杯で廃止。特に「ドリフでドボン」のセットに使われた巨大滑り台は制作費が高く、3ヶ月で終わらせることにTBS社内から顰蹙を買ったという。これらに代わって1970年より「ベスト100」（後の後半コント）を開始した。
視聴率は悪くなく、観客からの受けも良かったものの、裏番組の『コント55号の世界は笑う』は依然として視聴率が高く、居作はその打開策を考えていた。その中で「視聴率に繋がらないのは、チャンネル選びの習慣性によるものだ」という意見を聞いた居作は、視聴率が習慣によるものなのかどうかを実験すべく、当時のTBSの人気番組の出演者をゲストに呼び、コントに参加させることを思いつく。その手始めとして、1970年1月24日に『サインはV』のメンバー（岡田可愛、中山麻理、范文雀、岸ユキなど）がゲスト出演、するとこの回の視聴率は一気に27%に上昇。さらに、翌1月31日に『柔道一直線』の主演・桜木健一を、その翌々週2月14日は『キイハンター』から丹波哲郎、野際陽子らをゲストに招いた。しかし、この中の空いた1週（2月7日）、つまり人気番組のゲストのいない回こそが居作の狙い目であり、この回の視聴率が良ければ視聴者が視聴習慣を変えたことになり、逆に悪ければ失敗と踏んでいた。この結果、2月7日放送分の視聴率は25%を記録し実験は成功。こうして当番組は「お化け番組」と呼ばれるまでの人気を獲得していくことになった。
加藤茶は、2024年9月29日放送NHK『演芸図鑑』のスペシャル対談で桂三枝に「2クールで始まった。当初は作家が書いてきたもの(コント)をやっていたがウケなかった。それじゃ納得行かないから「どうせ駄目なら(打ち切りになるなら)残りの1クール、全て、(コントのネタを)ドリフに任せて下さい」とお願いした。ネタは溜めてあったから。視聴率が20%になった時に「全てドリフに任せよう」と言って貰えて全てドリフが考えるようになった」と語った。

## コント
1969年の放送開始から1985年まで16年にわたり、20分前後の「前半コント」が一貫して放送されており、内容は多岐にわたる。
| 回数 | 題材                 | 代表的なもの             |
| ---- | -------------------- | ------------------------ |
| 85回 | 学校もの             | 国語算数理科社会シリーズ |
| 62回 | 家庭もの             | 母ちゃんシリーズ         |
| 51回 | 会社、役所           |                          |
| 48回 | 探検もの             |                          |
| 43回 | スポーツもの         |                          |
| 40回 | 泥棒、ギャング       |                          |
| 37回 | 刑事、警官、FBI      |                          |
| 35回 | アパート、長屋       |                          |
| 30回 | お化け               | 金田一耕介シリーズ       |
| 30回 | 忍者                 |                          |
| 29回 | 戦場                 | コンバット               |
| 28回 | 西部劇               |                          |
| 25回 | 工事現場、大工、職人 |                          |
| 21回 | 商店街               |                          |
| 18回 | 任侠もの             |                          |
| 16回 | 刑務所、囚人         |                          |

## 年表
放送回数と出演者および、収録会場は山田満郎の著書に基づく。なお、後年に発売された当番組のDVDに収録されているものは太字で記載している。

### 1969年
- 10月4日、放送開始、TVガイド9/12号ではドリフターズ・ショーと表記されていた。第1回は三鷹市公会堂からの公開録画[2]（9月24日収録、なお第2回は9月5日収録なのでこちらが第1回となる）。開始時は、18局同時ネット。前述の通り、10月末までは小川知子をレギュラーゲストに迎えた収録放送であり、翌週11月1日より生放送開始、更にアメリカ占領下に置かれていた沖縄での、琉球放送でもネット開始された。その翌週には佐良直美が初登場。
- 番組初期のスポンサーは、ライオン油脂・ライオン歯磨（いずれも現在のライオン[注釈 3]）、日立製作所[注釈 4]。

1969年に放送された全13回の平均視聴率は13.2％。
| No | 放送日   | 前半コント タイトル     | 収録会場       | 備考                                                  |
| -- | -------- | ----------------------- | -------------- | ----------------------------------------------------- |
| 1  | 10月4日  | 万国博工事現場          | 三鷹市公会堂   | 9月24日収録 長崎放送、琉球放送を除くJNN18局で放送開始 |
| 2  | 10月11日 | 中世の城                | 三鷹市公会堂   | 9月5日収録                                            |
| 3  | 10月18日 | 国立競技場              | 川口市民会館   | 9月12日収録                                           |
| 4  | 10月25日 | 教会                    | 相模原市民会館 | 9月19日収録                                           |
| 5  | 11月1日  | 学校コント (運動会)     | 三鷹市公会堂   | 琉球放送で放送開始。                                  |
| 6  | 11月8日  | 学校コント (女子高)     | 川口市民会館   |                                                       |
| 7  | 11月15日 | 香具師入門              | 相模原市民会館 |                                                       |
| 8  | 11月22日 | 学校コント (ハイキング) | 川越市民会館   |                                                       |
| 9  | 11月29日 | 消防署が火事だ！        | 三鷹公会堂     |                                                       |
| 10 | 12月6日  | 学校コント              | 川口市民会館   |                                                       |
| 11 | 12月13日 | ドリフの日舞教室        | 相模原市民会館 |                                                       |
| 12 | 12月20日 | 雪山遭難救助隊          | 渋谷公会堂     |                                                       |
| 13 | 12月27日 | 地球最大のショウ        | 三鷹市公会堂   |                                                       |

### 1970年
- 2月、キイハンターとコラボするなど、TBSドラマと共演を行い好評を博する。
- 4月、テレビ山梨・テレビ高知の開局に伴い、山梨県・高知県でも『全員集合』の放送を同月4日から開始。21局同時ネット。
- 7月4日以降、加藤茶が自動車で人身事故を起こし入院。謹慎のため1ヶ月間出演を見合わせる。
- 8月15日、福岡から九州初放送。
- 8月22日、山田満郎考案の回転小屋が登場（1971年11月6日以降にも度々登場）。
- 10月24日、国際プロレスとコラボ[注釈 5]、初の北海道での放送。
- 12月12日、名古屋から中部初放送。
- 12月26日、視聴率が45.7%を記録する[3]。

年間平均視聴率は31.2％で、当時裏番組だった「コント55号の世界は笑う」の視聴率を一気に抜き去り、結果的に「世界は笑う」は3月末で終了した。その後、「コント55号のやるぞみてくれ!」としてリニューアルするも、「全員集合」の勢いには勝てず、たった2ヶ月で打ち切られた。敵がいなくなった「全員集合」は常時30％近い視聴率を記録するようになり、回によっては40％に肉薄するようになった。
| No | 放送日   | 前半コント タイトル              | 収録会場             | 備考                                                                                               |
| -- | -------- | -------------------------------- | -------------------- | -------------------------------------------------------------------------------------------------- |
| 14 | 1月3日   | お正月特番                       | TBS・Hスタジオ       | 前年12月3日収録                                                                                    |
| 15 | 1月10日  | 国土開発をめざして               | 渋谷公会堂           | |
| 16 | 1月17日  | 女子高校は花ざかり               | サンケイホール       | |
| 17 | 1月24日  | ドリフ対サインはV                | 渋谷公会堂           | |
| 18 | 1月31日  | ドリフ版 柔道一直線              | 三鷹公会堂           | |
| 19 | 2月7日   | 少年たちに愛の手を               | サンケイホール       | |
| 20 | 2月14日  | ドリフ版キイハンター・強盗団集結 | 渋谷公会堂           | |
| 21 | 2月21日  | ヤクザ学校                       | 文京公会堂           | |
| 22 | 2月28日  | 石器時代                         | サンケイホール       | |
| 23 | 3月7日   | ピクニック                       | 川口市民会館         | |
| 24 | 3月14日  | コンバット                       | サンケイホール       | |
| 25 | 3月21日  | 小坊主大集合                     | 三鷹公会堂           | |
| 26 | 3月28日  | 明日のジョー・昨日のパー         | 渋谷公会堂           | |
| 27 | 4月4日   | 花の警察学校                     | 相模原市民会館       | 3月17日収録 この回からテレビ山梨とテレビ高知でもネット開始 テレビ山口・長崎放送を除くJNN21局ネット |
| 28 | 4月11日  | 異聞・大江戸偽殿物語             | 三鷹公会堂           | |
| 29 | 4月18日  | 紀伊国屋文左衛門                 | 川口市民会館         | |
| 30 | 4月25日  | ゴールドラッシュ                 | 三鷹公会堂           | |
| 31 | 5月2日   | 働く囚人たち                     | 川口市民会館         | 4月29日収録                                                                                        |
| 32 | 5月9日   | 第七騎兵隊                       | 川口市民会館         | |
| 33 | 5月16日  | いかりや家 用心棒                | 三鷹公会堂           | |
| 34 | 5月23日  | マカオの麻薬を追え               | 三鷹公会堂           | |
| 35 | 5月30日  | 夏祭り五人衆                     | 川越市民会館         | 5月27日収録                                                                                        |
| 36 | 6月6日   | ドリフのいざ海賊                 | 藤沢市民会館         | |
| 37 | 6月13日  | 花咲く騎士道                     | サンケイホール       | |
| 38 | 6月20日  | 鮮血のガンマン                   | 大宮市民会館         | |
| 39 | 6月27日  | インディアンの大逆襲             | 足利市民会館         | |
| 40 | 7月4日   | 恐怖の探検隊                     | 渋谷公会堂           | 加藤がこの回 謹慎                                                                                  |
| 41 | 7月11日  | おいらは旅役者                   | 平塚市民センター     | |
| 42 | 7月18日  | おれはお化けだぞ！               | サンケイホール       | |
| 43 | 7月25日  | ゴーストタウンの決闘 (西部劇)    | 厚生年金ホール       | |
| 44 | 8月1日   | 潜水艦発進せよ                   | 文京公会堂           | |
| 45 | 8月8日   | こけざるの壺を狙え！             | 杉並公会堂           | |
| 46 | 8月15日  | ドリフVSサインはV                | 九電体育館           | 福岡県から中継                                                                                     |
| 47 | 8月22日  | 気象観測隊、台風と戦う           | 文京公会堂           | |
| 48 | 8月29日  | 怪盗ドリフ、王冠をうばえ         | 文京公会堂           | |
| 49 | 9月5日   | 蒸気機関車バク進                 | 小田原市民会館       | |
| 50 | 9月12日  | 外人部隊 奮戦す                  | 川越市民会館         | 9月10日収録                                                                                        |
| 51 | 9月19日  | 狙え！江戸城埋蔵金 (忍者)        | 渋谷公会堂           | |
| 52 | 9月26日  | 幻のハイウェー                   | サンケイホール       | |
| 53 | 10月3日  | 熊と死闘！ボーイスカウト大作戦   | 川口市民会館         | 9月16日収録                                                                                        |
| 54 | 10月10日 | はばたくパイロット               | 渋谷公会堂           | |
| 55 | 10月17日 | ドリフ農園 目下多忙中            | 川越市民会館         | |
| 56 | 10月24日 | 肉弾 相打つプロレスラー          | 道立スポーツセンター | 北海道から中継                                                                                     |
| 57 | 10月31日 | 南氷洋の勇者たち                 | 三鷹公会堂           | |
| 58 | 11月7日  | 新婚さんいらっしゃい (駅前旅館)  | 大宮市民会館         | |
| 59 | 11月14日 | 登山電車繁盛記                   | 川口市民会館         | 11月12日収録                                                                                       |
| 60 | 11月21日 | ガンマン、ホテルに死す           | 三鷹公会堂           | |
| 61 | 11月28日 | 朝も早からカンテラ下げて (炭鉱)  | 藤沢市民会館         | |
| 62 | 12月5日  | ドリフの「時間ですよ」           | 川越市民会館         | |
| 63 | 12月12日 | 尾張名古屋は城でもつ             | 中日会館             | 愛知県から中継                                                                                     |
| 64 | 12月19日 | 獰猛首狩り族                     | サンケイホール       | |
| 65 | 12月26日 | 学校大掃除                       | 文京公会堂           | |

### 1971年
- 1月1日（金曜日）、初の正月SP版『お正月だョ!全員集合』を14:45 - 15:56のノンプライム枠で放送。なお翌2日（土曜日）にも通常版を放送、2日連続して『全員集合』が見られた。、なおこのSPは放送回数にカウントされない。
- 1月23日と30日に、視聴率が50.4%を記録する[3]。
- 3月27日この日の放送を最後に番組が一旦終了。最終回には、クレージーキャッツ・由紀さおり・森進一・佐良直美・いしだあゆみが出演。前半コントでは、クレージーキャッツ以外のゲストが参加。番組中盤には、最終回となる山本直純音楽コーナーでドリフの歌をクレージーキャッツ以外のドリフとゲストで交互に歌う企画。エンディングでは、次の番組を引き継ぐハナ肇といかりやのやりとりがあり、エンディングを迎えた。4月3日から9月25日の間は、ハナ肇とクレージーキャッツ出演の『8時だョ!出発進行』を放送。初回の観覧募集のテロップは、番組最終回で初めて流れた。
- 10月2日、番組再開。オープニングもこれまではドリフターズの新曲を使用していたが、「ちょっとだけョ!全員集合」へと変わった。これ以降ゴールデンハーフがレギュラーに。
- 11月13日、再開後初の収録（年内唯一）、五十嵐じゅんがゲストで登場した時の映像は、1989年6月25日のテレビ探偵団でカラーで流された翌週から、前半コントはドリフターズを冠するように（翌年5月27日からはゴールデンハーフの名前も冠された）。
- 12月25日、最多登場ゲスト小柳ルミ子が初登場。

1月から3月までの平均視聴率は47.1％を記録し、半年後の10月2日に番組が再開された後も、30％以上の視聴率をキープし、1975年にフジテレビで「欽ちゃんのドンとやってみよう」(欽ドン) が放送されるまで、「全員集合」は高い視聴率を保ち続けた。
| No | 放送日  | 前半コント タイトル          | 収録会場       | 備考                 |
| -- | ------- | ---------------------------- | -------------- | -------------------- |
| 66 | 1月2日  | 男ドリフの心意気             | TBS・Gスタジオ | 前年12月8日収録      |
| 67 | 1月9日  | 世界にはばたく造船日本       | 三鷹公会堂     | 1月6日収録           |
| 68 | 1月16日 | 大奥マル秘物語               | サンケイホール |                      |
| 69 | 1月23日 | 万里長城建設哀歌             | 渋谷公会堂     |                      |
| 70 | 1月30日 | 豪雪の保線区奮戦記           | 札幌市民会館   |                      |
| 71 | 2月6日  | 一刀流免許皆伝               | 渋谷公会堂     |                      |
| 72 | 2月13日 | ナチ対ドリフ、地下水道の激突 | 小田原市民会館 |                      |
| 73 | 2月20日 | ハチャメチャ病院             | サンケイホール |                      |
| 74 | 2月27日 | やったぜセニョール大作戦     | サンケイホール | メキシコ革命軍を題材 |
| 75 | 3月6日  | 火消し若衆                   | 川越市民会館   |                      |
| 76 | 3月13日 | 奮戦！ドリフの十字軍         | 渋谷公会堂     |                      |
| 77 | 3月20日 | メタメタ新入社員             | 文京公会堂     |                      |
| 78 | 3月27日 | 卒業式バンザイ！             | 文京公会堂     | 第1期最終回          |

| No | 放送日   | 前半コント タイトル                 | 収録会場       | 備考                    |
| -- | -------- | ----------------------------------- | -------------- | ----------------------- |
| 79 | 10月2日  | 帰って来たドリフターズ              | 大宮市民会館   | 第2期初回 JNN21局ネット |
| 80 | 10月9日  | 大工狂騒曲                          | 文京公会堂     |                         |
| 81 | 10月16日 | 三冠馬はオレにまかせろ              | 三鷹公会堂     | 競馬コント              |
| 82 | 10月23日 | 大江戸泥棒日記                      | 川口市民会館   |                         |
| 83 | 10月30日 | おれたちゃ料理人                    | 大宮市民会館   |                         |
| 84 | 11月6日  | ハイウェイに命を賭ける男            | 川越市民会館   |                         |
| 85 | 11月13日 | 大奥・五人の奥女中                  | 三鷹公会堂     | 11月10日収録            |
| 86 | 11月20日 | ドリフのお百姓さんだよ ナンノナンノ | 藤沢市民会館   |                         |
| 87 | 11月27日 | ドリフの暁の雪山救助隊              | 厚生年金会館   |                         |
| 88 | 12月4日  | アパート繁盛記                      | 横須賀市民会館 |                         |
| 89 | 12月11日 | スーパードリフ 歳末大売出し中       | 川越市民会館   |                         |
| 90 | 12月18日 | ドリフの聖なる？修道僧秘話          | 渋谷公会堂     |                         |
| 91 | 12月25日 | 白刃の対決！ドリフ一門対橋幸夫      | 文京公会堂     | 小柳ルミ子 初出演       |

### 1972年
- 1月1日、開始後初めての元日放送[注釈 7]。このため、当時ドリフターズがレギュラー出演していたフジテレビの新春恒例特番『新春スターかくし芸大会』は、翌2日に放送した。
- 2月26日、100回目の録画放送、ツーレロ節を歌ったシーンは最終回でカラーで流れた。
- 4月1日、当時フジテレビ系列とのクロスネット局（FNSのみ加盟）だった福島テレビが、『全員集合』の放送を開始。これにより22局同時ネット。
- 6月10日、長寿コーナーの「少年少女合唱隊」が始まる。それまでは、いかりやをドクターとする心の診断室「悩みあり〜」のコーナーであった、なお前の週には歴代出演回数3位の沢田研二が初出演。
- 7月15日、初の東北公演、視聴率が45.7%を記録する[3]。
- 8月19日、生放送であったが、麻丘めぐみが登場した時の映像はカラーで現存している。
- 9月、それまで島根県のみを放送エリアにしていた山陰放送が、鳥取・島根両県の相互乗り入れに伴い、鳥取県でも『全員集合』の放送を同月23日より開始[注釈 8]。
- 9月30日、 中国を訪問中の田中角栄首相と中国・毛沢東共産党主席（いずれも当時）による日中国交正常化共同声明の報道特別番組放送のため休止。全員集合が報道特別番組で休止となったのは初（これについて、いかりや曰く「あとで局（TBS）の人間が「視聴率、ヒトケタだったよ」とボヤいていたが」としている[4]）。
- 10月よりTBS夜のスポットタイムが4分から5分に拡大し、20時台スポットニュース『JNNフラッシュニュース』が20:56開始から20:55開始に変更したため、終了時刻を20:55に変更（1分縮小）及び出演回数2位の西城秀樹が初出演。
- 12月30日の収録放送（#144）はParaviで視聴できる最古の回である、なおこの回が千葉で初めて行われた放送である。

この年に日本プロレスを退団したジャイアント馬場が全日本プロレスを旗揚げし、10月から日本テレビで『全日本プロレス中継』がスタートしたが、旗揚げ当時の全日本プロレスは日本陣営が脆弱であったこと、アントニオ猪木が旗揚げした新日本プロレスやNET（現：テレビ朝日）の『ワールドプロレスリング』よりも人気が低迷していた事などから、『全員集合』の人気や視聴率には影響しなかった。
| No  | 放送日   | 前半コント タイトル                                      | 収録会場             | 備考                   |
| --- | -------- | -------------------------------------------------------- | -------------------- | ---------------------- |
| 92  | 1月1日   | ドリフの長十郎一座 新春大騒動                            | TBS・Gスタジオ       | 前年12月1日収録        |
| 93  | 1月8日   | ドリフの森林大作業                                       | 小田原市民会館       | 1月6日収録             |
| 94  | 1月15日  | ドリフのああサラリーマン無情                             | 川口市民会館         |                        |
| 95  | 1月22日  | ドリフの学芸会は大忙し                                   | 草加市民文化会館     |                        |
| 96  | 1月29日  | ドリフの西部悪人列伝                                     | 文京公会堂           |                        |
| 97  | 2月5日   | ドリフの刑務所残酷物語                                   | 川越市民会館         |                        |
| 98  | 2月12日  | ドリフのあの橋を爆破せよ                                 | 郵便貯金ホール       |                        |
| 99  | 2月19日  | 捕鯨はまかせろ！海の男だ                                 | 大宮市民会館         |                        |
| 100 | 2月26日  | ドクターいかりや診療中                                   | 文京公会堂           | 2月2日収録             |
| 101 | 3月4日   | ガソリンスタンド開店営業中                               | 中日劇場             |                        |
| 102 | 3月11日  | わんぱく山彦学校                                         | 八王子市民会館       |                        |
| 103 | 3月18日  | 四姉妹！売れ残ってますまんねん                           | 文京公会堂           | 母ちゃんコント         |
| 104 | 3月25日  | 花も実もある食堂車                                       | 大宮市民会館         |                        |
| 105 | 4月1日   | ドリフの火事だヨ！全員集合                               | 小田原市民会館       |                        |
| 106 | 4月8日   | 危うし！ドリフのジャングル探検隊                         | 川越市民会館         |                        |
| 107 | 4月15日  | FBI！暁の人質救出作戦                                    | 渋谷公会堂           |                        |
| 108 | 4月22日  | ドリフの潜水夫 ナゾの沈没船を捜せ                        | 足利市民会館         |                        |
| 109 | 4月29日  | ドリフの珍解釈源氏物語                                   | 文京公会堂           | 4月19日収録            |
| 110 | 5月6日   | ドリフのガンマン・白昼の金塊列車強盗                     | 大宮市民会館         |                        |
| 111 | 5月13日  | ドリフのマーケット・只今出血大サービス                   | 文京公会堂           |                        |
| 112 | 5月20日  | ドリフの維新秘話！洛中の血煙り                           | 川口市民会館         |                        |
| 113 | 5月27日  | ドリフとゴールデンハーフのいたずら合戦                   | 横須賀市民会館       |                        |
| 114 | 6月3日   | ドリフの花のOL・銀行員の巻                               | 三鷹公会堂           | 沢田研二 初出演        |
| 115 | 6月10日  | ドリフの刑事部屋残酷物語                                 | 小田原市民会館       |                        |
| 116 | 6月17日  | よく遊びよく遊べ！ドリフの落第生                         | 文京公会堂           |                        |
| 117 | 6月24日  | ドリフの女子高校体操部・花の合宿大特訓                   | 東洋工業体育館       | 広島県から中継         |
| 118 | 7月1日   | ドリフのFBI・暁の博士救出作戦                            | 文京公会堂           |                        |
| 119 | 7月8日   | ドリフのわんぱく学級・前川ママ参観の巻                   | 行田産業文化会館     |                        |
| 120 | 7月15日  | ドリフのお化け・呪い殺しますワヨ！                       | 宮城県民会館         | 宮城県から中継         |
| 121 | 7月22日  | ドリフTV局・スタジオは大混線                             | 渋谷公会堂           |                        |
| 122 | 7月29日  | ドリフ新聞社・特ダネをキャッチせよ                       | 大宮市民会館         |                        |
| 123 | 8月5日   | ドリフのホームドラマ・サマーバカンスの過ごし方おしえます | 文京公会堂           |                        |
| 124 | 8月12日  | 戦国名将伝・ドリフ城落城秘話                             | 川越市民会館         |                        |
| 125 | 8月19日  | ドリフ映画ただいま快調撮影中                             | 太田市民会館         |                        |
| 126 | 8月26日  | ドリフの喜びも悲しみも幾歳月だゾ！                       | 文京公会堂           |                        |
| 127 | 9月2日   | 長介お爺さんと四人の孫たち                               | 川口市民会館         |                        |
| 128 | 9月9日   | ドリフ交通・ワンマンバス発車オーライ                     | 渋谷公会堂           |                        |
| 129 | 9月16日  | ドリフの忍術大混戦                                       | 川越文化会館         |                        |
| 130 | 9月23日  | ドリフの分教場は花ざかり                                 | 文京公会堂           |                        |
| 131 | 9月30日  | ドリフのお荷物大荷物！！                                 | 文京公会堂           | 特別番組により放送休止 |
| 132 | 10月7日  | いかりや食堂ドタバタ繁盛記                               | 渋谷公会堂           | 西城秀樹 初出演        |
| 133 | 10月14日 | ドリフの発明物語                                         | 渋谷公会堂           | 9月4日収録             |
| 134 | 10月21日 | ドリフの秘境探検                                         | 文京公会堂           |                        |
| 135 | 10月28日 | ドリフの旅一座ただいま開幕！                             | 大宮市民会館         |                        |
| 136 | 11月4日  | ドリフ特捜隊緊急指令                                     | 渋谷公会堂           |                        |
| 137 | 11月11日 | ドリフの花の女学生                                       | 川口市民会館         |                        |
| 138 | 11月18日 | ああ！夢の島                                             | 川越市民会館         |                        |
| 139 | 11月25日 | ドリフの結婚狂騒曲                                       | 三鷹公会堂           |                        |
| 140 | 12月2日  | ドリフの入社試験                                         | 大宮市民会館         |                        |
| 141 | 12月9日  | ドリフのグランプリレース                                 | 小田原市民会館       |                        |
| 142 | 12月16日 | 恐怖の地底王国                                           | 渋谷公会堂           |                        |
| 143 | 12月23日 | こんな呉服屋みたことない                                 | 渋谷公会堂           |                        |
| 144 | 12月30日 | ドリフの火事だ！全員出動                                 | ヘルスセンター大劇場 | 12月18日収録           |

### 1973年
- 3月24日、荒井の意地悪爺さんスタート、脱退まで続く。
- 4月7日、最高視聴率50.5%（関東地区）を記録する[3]。この回は前半コントがボクシングジムをネタにしたものであり、当時世界チャンピオンの輪島功一がゲスト出演した。ゴールデンハーフに代わり、キャンディーズがレギュラーとなる。
- 4月14日、体操コーナーが始まる。
- 4月28日、「国語算数理科社会」シリーズが始まる（この後も教室コント以外ではしばらく分教場コントが並行して続く）。
- 5月12日、診察室コーナーが1ヶ月だけ復活、このコーナーは後に「ドリフと女優の爆笑劇場」へ移植。
- 11月17日、倉敷市民会館から中国地方初放送。
- 12月8日、志村けんがドリフターズ見習いとして出演し始め、初の6人ドリフになる。全員集合での志村の初舞台は福引コントでの5等賞であるお釜（女装したおかま）で、当てた荒井注を若手のエキストラと共に追いかけ回す役であった、なお二週間後には放送中に本物の福引が行われた。

1973年は番組の「絶頂期」であり、年間平均視聴率は43.7％を記録した。加藤茶の「ちょっとだけヨ、アンタも好きねエ」というギャグが子供たちの間で大流行したのもこの頃である。高視聴率の反面、番組内容やギャグなどから「低俗番組」というレッテルを貼られるようになり、「子供に見せたくない番組」の上位の常連となっていった。
| No  | 放送日   | 前半コント タイトル            | 収録会場             | 備考                   |
| --- | -------- | ------------------------------ | -------------------- | ---------------------- |
| 145 | 1月6日   | 大江戸五人男                   | TBS・Gスタジオ       | 前年12月30日収録       |
| 146 | 1月13日  | 硝煙のテキサス街道             | 文京公会堂           | 1月10日収録            |
| 147 | 1月20日  | 下宿屋商売大繁盛               | 大宮公会堂           |                        |
| 148 | 1月27日  | ドリフそろって闇を見た！       | 文京公会堂           | 時代劇コント           |
| 149 | 2月3日   | ただいま授業中                 | 三鷹公会堂           |                        |
| 150 | 2月10日  | ガード下マーケット             | 川越市民会館         |                        |
| 151 | 2月17日  | 我ら市民の柱なり               | 文京公会堂           | 2月7日収録、役所コント |
| 152 | 2月24日  | 院長！急患です                 | 文京公会堂           |                        |
| 153 | 3月3日   | 脱獄あの手この手               | 文京公会堂           | 2月28日収録            |
| 154 | 3月10日  | これがテレビだ！               | 渋谷公会堂           |                        |
| 155 | 3月17日  | 幻の蝶を求めて                 | 柏市民文化会館       |                        |
| 156 | 3月24日  | 襲われた幌馬車                 | 文京公会堂           |                        |
| 157 | 3月31日  | アパートは大騒ぎ               | 文京公会堂           |                        |
| 158 | 4月7日   | 嵐を呼ぶリング                 | 文京公会堂           | 最高視聴率50.5％       |
| 159 | 4月14日  | お手紙チョーダイ！             | 川越市民会館         |                        |
| 160 | 4月21日  | 夢の弾丸鉄道                   | 愛知県勤労会館       |                        |
| 161 | 4月28日  | 国語算数理科社会               | 八王子市民会館       |                        |
| 162 | 5月5日   | 山のキャンプは花盛り           | 三鷹公会堂           | 4月18日収録            |
| 163 | 5月12日  | 今日も社宅は大騒ぎ             | 文京公会堂           |                        |
| 164 | 5月19日  | 思い出の修学旅行               | 三鷹公会堂           |                        |
| 165 | 5月26日  | 海底の魔神                     | 渋谷公会堂           |                        |
| 166 | 6月2日   | 大江戸怪盗団                   | 行田産業文化会館     |                        |
| 167 | 6月9日   | 夢の新型自動車                 | ヘルスセンター大劇場 |                        |
| 168 | 6月16日  | 父ちゃん！ありがとう           | 渋谷公会堂           | 母ちゃんコント         |
| 169 | 6月23日  | あの城を狙え                   | 大宮市民会館         | 西洋史劇コント         |
| 170 | 6月30日  | 分教場の運動会                 | 文京公会堂           |                        |
| 171 | 7月7日   | 我ら海の子                     | 小田原市民会館       |                        |
| 172 | 7月14日  | 悪ガキ大戦争                   | 文京公会堂           | 母ちゃんコント         |
| 173 | 7月21日  | SOS遭難者を救え                | 渋谷公会堂           |                        |
| 174 | 7月28日  | ガード下オンボロ商店街         | 文京公会堂           |                        |
| 175 | 8月4日   | 夏だ！祭りだ！おみこしだ！     | 桐生市産業文化会館   | 縁日コント             |
| 176 | 8月11日  | 汗と涙のサラリーマン           | 文京公会堂           |                        |
| 177 | 8月18日  | 甲子園の星は遠く               | 文京公会堂           |                        |
| 178 | 8月25日  | 君たち！宿題はもうすんだ？     | 渋谷公会堂           | 学校コント             |
| 179 | 9月1日   | 大混乱！お城の大広間           | 文京公会堂           |                        |
| 180 | 9月8日   | オンボロ長屋は震度8            | 大宮市民会館         |                        |
| 181 | 9月15日  | 愛と感動の物語                 | 渋谷公会堂           | 病院コント             |
| 182 | 9月22日  | 大乱闘！もはやこれまで！！     | 久留米市民会館       | スパイコント           |
| 183 | 9月29日  | 母と四人の天使たち             | 文京公会堂           | 母ちゃんコント         |
| 184 | 10月6日  | 花のパイロット大空をゆく       | 大宮市民会館         |                        |
| 185 | 10月13日 | 炎の中の激戦                   | 文京公会堂           | 時代劇コント           |
| 186 | 10月20日 | ビックリハウスに本当に住める？ | 渋谷公会堂           |                        |
| 187 | 10月27日 | 太平洋五人ぼっち？             | 三鷹公会堂           |                        |
| 188 | 11月3日  | ドリフの必殺ゴリラツイスト     | ヘルスセンター大劇場 | プロレスコント         |
| 189 | 11月10日 | ドリフの旅館脱出作戦           | 文京公会堂           | 10月24日収録           |
| 190 | 11月17日 | ドリフのお堀！城壁！そして！   | 倉敷市民会館         | 岡山県から中継         |
| 191 | 11月24日 | ドリフのアタック・ヒマラヤ     | 渋谷公会堂           |                        |
| 192 | 12月1日  | いかりや食堂繁盛記             | 川越市民会館         |                        |
| 193 | 12月8日  | ドリフの珍「猿の惑星」         | 文京公会堂           | 志村けん初出演         |
| 194 | 12月15日 | ドリフのこれが忠臣蔵！？       | 行田産業文化会館     |                        |
| 195 | 12月22日 | 逃げろ！ドリフの大脱走         | 渋谷公会堂           |                        |
| 196 | 12月29日 | 歳末！ドリフの大決算           | 文京公会堂           | 12月27日収録           |

### 1974年
- 1月12日、視聴率が44.7%を記録[3]。
- 3月9日、エンディングにて志村の加入が宣言され6人ドリフ、スタート。文京公会堂からの生放送であったがTBSも本番直前に休養を知った[5]。
- 3月30日、荒井がドリフターズメンバーとして全員集合最後の出演(ドリフターズのメンバーとしては同年4月2日のおめでとう新入学だよ!ドリフターズ(NET系列)が最後[6]、これによりドリフは5人に。なお、荒井は翌月から日本一周、翌々月から世界一周旅行へ赴いている[7]。
- 10月5日、当時NETテレビ（現在のテレビ朝日）系列とのクロスネット局だった青森テレビが『全員集合』の放送を開始。青森テレビは、NETテレビ系列とのクロスネット時代は、土曜ゴールデンタイムがNET番組枠（現代劇または、時代劇。特撮+アニメ2本立ての時期もあり）だったためネットできなかった。23局同時ネット。
- 12月14日、ウルトラマンと仮面ライダーとコラボ。

| No  | 放送日   | 前半コント タイトル                    | 収録会場             | 備考                               |
| --- | -------- | -------------------------------------- | -------------------- | ---------------------------------- |
| 197 | 1月5日   | 新春ドリフのタイムトラベル             | TBS・Gスタジオ       | 前年12月30日収録                   |
| 198 | 1月12日  | ドリフの村役場は零下5度                | 文京公会堂           | 1月9日収録                         |
| 199 | 1月19日  | ドリフのかごやだホイサッサ             | 大宮市民会館         |                                    |
| 200 | 1月26日  | ドリフの機関車大作戦                   | 渋谷公会堂           |                                    |
| 201 | 2月2日   | ドリフの警察日記                       | 川越市民会館         | 1月30日収録                        |
| 202 | 2月9日   | ドリフの夢見る小坊主                   | 渋谷公会堂           |                                    |
| 203 | 2月16日  | ドリフの幕末物語                       | 八王子市民会館       |                                    |
| 204 | 2月23日  | ドリフのゴリババと40人の盗賊           | 文京公会堂           |                                    |
| 205 | 3月2日   | ドリフの港町ブルース                   | 太田市民会館         |                                    |
| 206 | 3月9日   | ドリフの個人授業                       | 文京公会堂           | 荒井注 脱退を正式に発表            |
| 207 | 3月16日  | ドリフのカーチャン春だヨ               | 文京公会堂           | 志村けん 正式にメンバー加入        |
| 208 | 3月23日  | ドリフの珍獣？奇獣！                   | 福島県文化センター   |                                    |
| 209 | 3月30日  | ドリフマガジン本日発売                 | 渋谷公会堂           | 荒井注がこの回で降板               |
| 210 | 4月6日   | ドリフの現金に手を出すな               | 文京公会堂           |                                    |
| 211 | 4月13日  | いかりやテレビ大放送                   | 大宮市民会館         |                                    |
| 212 | 4月20日  | ドリフの大工さんは大騒ぎ               | 柏市民文化会館       |                                    |
| 213 | 4月27日  | ドリフの花ざかり清水港                 | 渋谷公会堂           | 任侠コント                         |
| 214 | 5月4日   | ドリフの花のスチュワーデス             | 三鷹公会堂           | 4月24日収録                        |
| 215 | 5月11日  | ドリフの引っこし騒動                   | 渋谷公会堂           | 母ちゃんコント                     |
| 216 | 5月18日  | ドリフの大海原は俺のもの               | 行田産業文化会館     |                                    |
| 217 | 5月25日  | ドリフの火山探検                       | 川越市民会館         |                                    |
| 218 | 6月1日   | ドリフの一杯飲み屋                     | 渋谷公会堂           |                                    |
| 219 | 6月8日   | ドリフのスパイ大作戦                   | 桑名市民会館         |                                    |
| 220 | 6月15日  | ドリフの決闘！忍者屋敷                 | ヘルスセンター大劇場 | 6月5日収録                         |
| 221 | 6月22日  | ドリフの新線開通                       | 文京公会堂           |                                    |
| 222 | 6月29日  | ドリフの呪いの館                       | 大宮市民会館         |                                    |
| 223 | 7月6日   | ドリフ商事は大騒ぎ                     | 文京公会堂           |                                    |
| 224 | 7月13日  | ああ！おふくろさん                     | 八王子市民会館       | 母ちゃんコント                     |
| 225 | 7月20日  | 宿屋いかり屋は大嵐                     | 渋谷公会堂           |                                    |
| 226 | 7月27日  | ドリフの全員突撃                       | 郵便貯金ホール       | 特攻隊コント                       |
| 227 | 8月3日   | ドリフの寝台車だ全員集合               | 文京公会堂           |                                    |
| 228 | 8月10日  | ドリフのお寺騒動                       | 川越市民会館         |                                    |
| 229 | 8月17日  | ドリフのサラリーマンはつらいよ         | 渋谷公会堂           |                                    |
| 230 | 8月24日  | ドリフの千両箱を狙え                   | 柏市民文化会館       |                                    |
| 231 | 8月31日  | ドリフの戦慄！眼上の敵                 | 川越市民会館         | 潜水艦コント                       |
| 232 | 9月7日   | ドリフの決死の海底トンネル工事         | 文京公会堂           |                                    |
| 233 | 9月14日  | ドリフのパピヨン！決死の大脱走         | 八幡市民会館         |                                    |
| 234 | 9月21日  | ドリフのいかりやレジデンスは大騒ぎ     | 大宮市民会館         |                                    |
| 235 | 9月28日  | ドリフ、猿の秘境を行く                 | 渋谷公会堂           |                                    |
| 236 | 10月5日  | ドリフのそれ行け探偵団                 | 渋谷公会堂           | この回から青森テレビでもネット開始 |
| 237 | 10月12日 | ドリフの騎兵隊奮戦記                   | 市原市民会館         |                                    |
| 238 | 10月19日 | そば屋長介庵は大繁盛                   | 文京公会堂           |                                    |
| 239 | 10月26日 | ドリフのあの城を狙え                   | 島田市民会館         | 時代劇コント                       |
| 240 | 11月2日  | ドリフの国語算数理科社会               | 柏市民会館           |                                    |
| 241 | 11月9日  | ドリフの汗と涙のスピードレース         | 文京公会堂           |                                    |
| 242 | 11月16日 | ドリフの夢のマイホーム                 | 大宮市民会館         |                                    |
| 243 | 11月23日 | ドリフのあの銀行を狙え                 | 渋谷公会堂           |                                    |
| 244 | 11月30日 | ドリフの愛のホスピタル                 | ヘルスセンター大劇場 |                                    |
| 245 | 12月7日  | ドリフの売りこめ！わが社の新人タレント | 渋谷公会堂           |                                    |
| 246 | 12月14日 | ドリフの国語算数理科社会               | 大宮市民会館         |                                    |
| 247 | 12月21日 | ドリフの走れ！いかりやタクシー         | 文京公会堂           |                                    |
| 248 | 12月28日 | ドリフのみんな手伝え！大掃除           | 文京公会堂           | 12月25日収録、母ちゃんコント       |

### 1975年
- 3月22日、志村のHOWTOコーナーが終わる。
- 4月5日の放送から、関西地区の放映ネット局が朝日放送から毎日放送に変更された（ただしこの日はドリフが渋谷のNHKホールで開催していた、当時同じ事務所に所属していたザ・ピーナッツ さよなら公演に出向いたため、生放送ではなく録画放送であった）。腸捻転解消によるネットチェンジで、毎日放送はネットチェンジのPRキャラクターとしてドリフターズを起用。「4月から、4チャンネル（毎日放送のアナログチャンネル番号）だョ!全員集合」と、TBS系列になる毎日放送をアピールした[8]。また、ネットチェンジ以降、当時、毎日放送の看板番組だった『アップダウンクイズ』のパロディコントも作られ、また4月12日放送分では毎日放送制作の特撮番組『仮面ライダーストロンガー』から、仮面ライダーストロンガーがゲスト出演した[注釈 9]。
- また、当時フジテレビ系列（FNSのみ加盟）・NETテレビ（現：テレビ朝日系列）とのトリプルネット局だったテレビ山口は1975年3月まではフジテレビ系列の番組（『フジテレビ土曜8時枠の連続ドラマ』【同時ネット】→『座頭市物語』【遅れネット】）を放送していたが、当時のフジテレビ系土曜20:00枠が不振だったことから、毎日放送と同日にネットを開始した。JNN24局同時ネット。
- 4月26日、すわ親治に"ドリフ見習い"とテロップされる。
- 7月5日、「修行」という理由で9月13日まで2か月にわたり番組の収録を休止。この間は「夏休み傑作特集」と銘打ち、過去のコントを再放送した。
- 12月27日、年内最終放送で放送300回を達成。

1969年の放送開始以降、高視聴率をキープしていた「全員集合」だったが、1974年以降、視聴率は下落の一途をたどることとなった。荒井が脱退し、志村加入後もしばらくは30％の大台をキープしていたが、4月に裏番組の「欽ドン!」がスタートし、「全員集合」の視聴率は下落していった。それでも毎週20％近い視聴率を叩き出してはいたものの、全盛期の1973年に比べると半減しており、視聴率の低下は明らかだった。この年の年間平均視聴率も30%を割り込み、27.9%に終わった。
| No  | 放送日   | 前半コント タイトル                  | 収録会場             | 備考                                                      |
| --- | -------- | ------------------------------------ | -------------------- | --------------------------------------------------------- |
| 249 | 1月4日   | コントでつづる昭和50年史             | TBS・Gスタジオ       | 前年12月28日収録                                          |
| 250 | 1月11日  | いかりやレストラン珍騒動             | 文京公会堂           |                                                           |
| 251 | 1月18日  | ドリフの男だ仁義だ喧嘩笠             | 文京公会堂           | 1月8日収録                                                |
| 252 | 1月25日  | ドリフの旅の宿                       | 渋谷公会堂           |                                                           |
| 253 | 2月1日   | ドリフの商売の方法教えます           | 渋谷公会堂           | 商店街コント                                              |
| 254 | 2月8日   | ドリフの密輸シンジケート             | 文京公会堂           |                                                           |
| 255 | 2月15日  | ドリフのラーメン屋に集まれ！         | 川越市民会館         |                                                           |
| 256 | 2月22日  | ドリフの銭湯開始                     | 文京公会堂           | 2月12日収録                                               |
| 257 | 3月1日   | ドリフの南の島にゆきっぱなし         | 渋谷公会堂           |                                                           |
| 258 | 3月8日   | ドリフの野菜買うなら八百長で！       | 川越市民会館         |                                                           |
| 259 | 3月15日  | ドリフの工事現場は大騒ぎ             | 大宮市民会館         |                                                           |
| 260 | 3月22日  | ドリフの分教場に春が来た！           | 文京公会堂           |                                                           |
| 261 | 3月29日  | ドリフの竜宮城へようこそ！           | 札幌市民会館         |                                                           |
| 262 | 4月5日   | ドリフのチャンピオンを倒せ！         | 行田産業文化会館     | 3月26日収録 （ザ・ピーナッツ さよなら公演への出席のため） |
| 263 | 4月12日  | ドリフの寺子屋に仮面ライダーが来た！ | 渋谷公会堂           |                                                           |
| 264 | 4月19日  | ドリフのバーディー探偵局             | 文京公会堂           |                                                           |
| 265 | 4月26日  | ドリフ騎兵隊 暁に死す！？            | 倉敷市民会館         |                                                           |
| 266 | 5月3日   | ルート66 魔のいかりや休憩所          | ヘルスセンター大劇場 | 4月23日収録                                               |
| 267 | 5月10日  | ドリフの大奥大名行列                 | 渋谷公会堂           |                                                           |
| 268 | 5月17日  | ドリフのSOS交通渋滞                  | 市原市民会館         |                                                           |
| 269 | 5月24日  | ドリフのいかりや鉄道スト決行中       | 文京公会堂           |                                                           |
| 270 | 5月31日  | ドリフの父ちゃん愛してるよ           | 川越市民会館         |                                                           |
| 271 | 6月7日   | ドリフのおれたちゃ料理の大天才       | 文京公会堂           |                                                           |
| 272 | 6月14日  | ドリフのいかりやアパート雨もり大騒動 | 大宮市民会館         |                                                           |
| 273 | 6月21日  | ドリフの地下金庫をめざせ             | 渋谷公会堂           |                                                           |
| 274 | 6月28日  | ドリフのいかりや城 危機一髪          | 八王子市民会館       |                                                           |
| 275 | 7月5日   | ドリフの大金庫を狙え                 | 夏休み傑作特集       | 夏休み傑作特集                                            |
| 276 | 7月12日  | ドリフの夏だよ！海だよ！海水浴だよ！ | 夏休み傑作特集       | 夏休み傑作特集                                            |
| 277 | 7月19日  | ドリフのガード下オンボロ商店街       | 夏休み傑作特集       | 夏休み傑作特集                                            |
| 278 | 7月26日  | ドリフのかついで運んで持ち上げて     | 夏休み傑作特集       | 夏休み傑作特集                                            |
| 279 | 8月2日   | ドリフの国語算数理科社会             | 夏休み傑作特集       | 夏休み傑作特集                                            |
| 280 | 8月9日   | ドリフの傑作オバケ屋敷               | 夏休み傑作特集       | 夏休み傑作特集                                            |
| 281 | 8月16日  | ドリフの俺たちゃ大工だ               | 夏休み傑作特集       | 夏休み傑作特集                                            |
| 282 | 8月23日  | ドリフの千両箱を狙え                 | 夏休み傑作特集       | 夏休み傑作特集                                            |
| 283 | 8月30日  | ドリフの海底トンネル                 | 夏休み傑作特集       | 夏休み傑作特集                                            |
| 284 | 9月6日   | ドリフの猿の軍団                     | 夏休み傑作特集       | 夏休み傑作特集                                            |
| 285 | 9月13日  | ドリフの騎兵隊がやって来た           | 夏休み傑作特集       | 夏休み傑作特集                                            |
| 286 | 9月20日  | ドリフの新学期                       | ヘルスセンター大劇場 |                                                           |
| 287 | 9月27日  | ドリフの暁の線路工事                 | 渋谷公会堂           |                                                           |
| 288 | 10月4日  | いかりや長次捕物控！闇小僧を捕えろ   | 大宮市民会館         |                                                           |
| 289 | 10月11日 | 緊急命令！ドリフのパトカー出動せよ   | 渋谷公会堂           |                                                           |
| 290 | 10月18日 | 赤白がんばれ！ドリフの空の大運動会   | 川越市民会館         |                                                           |
| 291 | 10月25日 | ドリフの大奥大騒ぎ                   | 文京公会堂           |                                                           |
| 292 | 11月1日  | ドリフの本日開店フリーマーケット     | ヘルスセンター大劇場 |                                                           |
| 293 | 11月8日  | ドリフの黒アリ大冒険                 | 文京公会堂           |                                                           |
| 294 | 11月15日 | ドリフの隣の家をぶっこわせ           | 柏市民文化会館       | 母ちゃんコント                                            |
| 295 | 11月22日 | ドリフの海賊船を乗っとれ             | 渋谷公会堂           |                                                           |
| 296 | 11月29日 | ドリフのトラック野郎休憩所           | 行田産業文化会館     |                                                           |
| 297 | 12月6日  | ドリフの山の測候所SOS                | 名古屋市民会館       |                                                           |
| 298 | 12月13日 | ドリフの珍説！桃太郎                 | 川越市民会館         |                                                           |
| 299 | 12月20日 | ドリフの国語算数理科社会             | 渋谷公会堂           |                                                           |
| 300 | 12月27日 | ドリフの神社は年末大そうじ           | 文京公会堂           |                                                           |

### 1976年
- 3月6日、新潟県民会館からの公開生放送での「少年少女合唱隊」のコーナーにて、志村が、独自リメーク版の「東村山音頭」を初披露。以後、毎週、同コーナーの最後にてこの曲を披露し続けた処、大ウケし、彼が一躍人気者となる。
- 3月末で日産自動車が一旦降板し、タイガー魔法瓶と森永製菓が新たに提供に加わる。

- 4月3日、ドリフと親交の深い山田康雄が出演。役柄は、ホテルの従業員役だが終始セリフはなかった。エンディングで一言発した程度だった。
- 11月6日、ピンク・レディーが初出演。のちに『飛べ!孫悟空』で共演する。

この年に志村が「東村山音頭」でブレイクし、加藤と並ぶ人気者となったが、視聴率には直結しなかった。この年の年間平均視聴率も23.0%と下落した。
荒井脱退後、穴を埋める形でドリフに加入した志村だったが、「東村山音頭」で脚光を浴びるまでの2年間は、これといった代表的なギャグもなく、ギャグをやってもあまりウケないという不遇の時代を過ごす事となった。
| No  | 放送日   | 前半コント タイトル                      | 収録会場             | 備考                                         |
| --- | -------- | ---------------------------------------- | -------------------- | -------------------------------------------- |
| 301 | 1月3日   | ドリフの新春繁盛記                       | 文京公会堂           | 前年12月24日収録、長屋コント                 |
| 302 | 1月10日  | ドリフの火事だ急げ消防車                 | 文京公会堂           |                                              |
| 303 | 1月17日  | ドリフの救急病院手術中                   | 郵便貯金ホール       | 1月8日収録                                   |
| 304 | 1月24日  | ドリフの氷上大混戦                       | 市原市民会館         | スケートリンク設営                           |
| 305 | 1月31日  | ドリフのジャングル大決戦ナンダコリャ！？ | 渋谷公会堂           |                                              |
| 306 | 2月7日   | ドリフの真犯人は誰だ！                   | 川越市民会館         | FBIコント                                    |
| 307 | 2月14日  | ドリフの殴りこみ長介一家                 | 渋谷公会堂           |                                              |
| 308 | 2月21日  | ドリフの寒気にむせぶボロアパート         | 市原市民会館         | 2月11日                                      |
| 309 | 2月28日  | ドリフの囚人大脱走                       | 大宮市民会館         |                                              |
| 310 | 3月6日   | ドリフの怪奇屋敷                         | 新潟県民会館         | 新潟放送が制作協力を行う。 東村山音頭 初披露 |
| 311 | 3月13日  | いかりや商事大さわぎ                     | 渋谷公会堂           |                                              |
| 312 | 3月20日  | ドリフの国語算数理科社会                 | 取手市民会館         |                                              |
| 313 | 3月27日  | ドリフのD63機関車は大騒ぎ                | 文京公会堂           |                                              |
| 314 | 4月3日   | ドリフのホテルで犯人をさがせ             | 文京公会堂           |                                              |
| 315 | 4月10日  | ドリフの忍者でごじゃる                   | 行田産業文化会館     |                                              |
| 316 | 4月17日  | ドリフの食堂は大騒ぎ                     | 市原市民会館         |                                              |
| 317 | 4月24日  | ドリフの海底探検ナンダコリャ！？         | 渋谷公会堂           |                                              |
| 318 | 5月1日   | ドリフのいかりや峠に地獄を見た           | 八王子市民会館       | 4月21日収録                                  |
| 319 | 5月8日   | ドリフの母ちゃん、おやつだよ             | 入間市民会館         |                                              |
| 320 | 5月15日  | ドリフの大奥マル秘珍騒動                 | ヘルスセンター大劇場 |                                              |
| 321 | 5月22日  | ドリフの第八騎兵隊SOS                    | 渋谷公会堂           |                                              |
| 322 | 5月29日  | ドリフのいかりや商店街に集まれ           | 市原市民会館         |                                              |
| 323 | 6月5日   | ドリフのルンペン大将                     | 文京公会堂           | ホームレスコント                             |
| 324 | 6月12日  | ドリフのわーい海水浴だ                   | 取手市民会館         |                                              |
| 325 | 6月19日  | ドリフの産まれそうだヨ父ちゃん           | 渋谷公会堂           |                                              |
| 326 | 6月26日  | ドリフの夢ははばたく大空へ               | 柏市民文化会館       |                                              |
| 327 | 7月3日   | ドリフのギョギョ！ウワーッ！出たァ！！   | 川越市民会館         | お化けコント                                 |
| 328 | 7月10日  | ドリフのめざせモントリオールオリンピック | 熊谷会館             | バレーボールコント                           |
| 329 | 7月17日  | ドリフのなんじゃもんじゃ忍者             | 渋谷公会堂           |                                              |
| 330 | 7月24日  | ドリフの国語算数理科社会                 | ヘルスセンター大劇場 |                                              |
| 331 | 7月31日  | ドリフの母ちゃん夏休みだよ               | 文京公会堂           |                                              |
| 332 | 8月7日   | ドリフのとびだせ事件だ特ダネだ           | 行田産業文化会館     |                                              |
| 333 | 8月14日  | ドリフの早撃ち！曲撃ち！みだれ撃ち       | 市原市民会館         | 西部劇コント                                 |
| 334 | 8月21日  | ドリフのお客様は神様です                 | 川越市民会館         | 呉服屋コント                                 |
| 335 | 8月28日  | ドリフの母ちゃん！別荘だ                 | 渋谷公会堂           | 8月18日収録                                  |
| 336 | 9月4日   | ドリフの国語算数理科社会                 | 入間市民会館         |                                              |
| 337 | 9月11日  | ドリフのおまわりさんもSOS                | 文京公会堂           | お化けコント                                 |
| 338 | 9月18日  | ドリフのGメン76 爆破まであと1秒          | 取手市民会館         |                                              |
| 339 | 9月25日  | ドリフの戦国大攻防戦                     | 渋谷公会堂           |                                              |
| 340 | 10月2日  | ドリフの国語算数理科社会                 | 川越市民会館         |                                              |
| 341 | 10月9日  | ドリフのチョウナ・ゲンノウ・キリキリ舞い | 文京公会堂           | 大工コント                                   |
| 342 | 10月16日 | ドリフのボロ屋の春秋                     | 行田産業文化会館     |                                              |
| 343 | 10月23日 | ドリフの嗚呼！花の係長                   | ヘルスセンター大劇場 |                                              |
| 344 | 10月30日 | ドリフの今日は楽しい運動会               | 柏市民会館           | 母ちゃんコント                               |
| 345 | 11月6日  | ドリフの恐怖の大衆食堂                   | 渋谷公会堂           |                                              |
| 346 | 11月13日 | ドリフのGメン 香港の落日                 | 熊谷会館             | 10月27日収録                                 |
| 347 | 11月20日 | ドリフの怪物商法                         | 市原市民会館         | 商店街コント                                 |
| 348 | 11月27日 | ドリフの何！犬神家の隣の家でも？         | ヘルスセンター大劇場 |                                              |
| 349 | 12月4日  | ドリフの特急、準急いま運休               | 入間市民会館         |                                              |
| 350 | 12月11日 | ドリフの限りなく葬式に近い忘年会         | 渋谷公会堂           | 会社コント                                   |
| 351 | 12月18日 | ドリフの恐ろしきワニの山                 | 取手市民会館         |                                              |
| 352 | 12月25日 | ドリフの父ちゃん、がんばんベェー         | 文京公会堂           |                                              |

### 1977年
- 1月1日、1972年以来5年振りの元日放送（この年は土曜日から始まる平年であった）。これにともない、ドリフターズメインの『第14回新春スターかくし芸大会』は、翌々日の3日に放送された[注釈 10]。
- 2月26日、前半コントのゲストとして田宮二郎が出演。
- 3月26日、荒井が3年ぶりの出演。
- 5月14日、取手市民会館からの公開生放送で火事（後述）。
- 7月23日、プロ野球オールスターゲーム第1戦（平和台、RKB毎日放送製作）生中継のため、『8時だョ!出発進行』による休止期間以外では放送開始以来初めて当番組が休止となった。翌1978年のオールスター第1戦（広島、中国放送製作）、1979年のオールスター第1戦（大阪スタヂアム、毎日放送製作）開催日も休止となったが、当番組がプロ野球中継で休止となったのはこの3回だけである（当時TBS系列が通常のナイター中継を土曜に組まなかったため[注釈 11]）。
- 9月3日、前半コントのゲストに若山富三郎が登場し、転校生役で出演。
- 10月1日、キャンディーズの降板によりトライアングルがレギュラーに。
- 10月29日、F1とタイアップ(当時のF1はTBSが放送していた）。
- 12月31日、大晦日恒例『第19回輝く!日本レコード大賞』放送のため、番組休止（大晦日が土曜に当たったのは当番組開始以来初）。

| No  | 放送日   | 前半コント タイトル                    | 収録会場             | 備考             | 視聴率 |
| --- | -------- | -------------------------------------- | -------------------- | ---------------- | ------ |
| 353 | 1月1日   | ドリフの雪山遭難救助隊                 | 文京公会堂           | 前年12月22日収録 | 不明   |
| 354 | 1月8日   | ドリフのリーン こちら営業です          | ヘルスセンター大劇場 | 前年12月29日収録 | 不明   |
| 355 | 1月15日  | ドリフの城壁のハッハッ                 | 市原市民会館         | 騎士コント       | 不明   |
| 356 | 1月22日  | ドリフの汚な宿から・・・               | 川越市民会館         |                  | 不明   |
| 357 | 1月29日  | ドリフの駐在さんごくろうさん           | 渋谷公会堂           |                  | 不明   |
| 358 | 2月5日   | ドリフのぎょうざ算数理科ラーメン       | 行田産業文化会館     | 進学塾コント     | 不明   |
| 359 | 2月12日  | ドリフの俺たちに明日はない             | 文京公会堂           | ギャングコント   | 不明   |
| 360 | 2月19日  | ドリフのビキニブロンド ハワイはいいな  | 取手市民会館         |                  | 不明   |
| 361 | 2月26日  | ドリフの国語算数理科社会               | 八王子市民会館       | 2月17日収録      | 不明   |
| 362 | 3月5日   | ドリフのあなたをスターに               | 柏市民会館           | 芸能社コント     | 不明   |
| 363 | 3月12日  | ドリフの誘拐 犯人を追え                | 市原市民会館         |                  | 不明   |
| 364 | 3月19日  | ドリフの殿のお命があぶない             | 文京公会堂           | バカ殿 初登場    | 不明   |
| 365 | 3月26日  | ドリフの国語算数理科社会               | 渋谷公会堂           |                  | 不明   |
| 366 | 4月2日   | ドリフの大家VS店子 仁義なき戦い        | 行田産業文化会館     | アパートコント   | 35.4％ |
| 367 | 4月9日   | ドリフの目ざせ！蔵前国技館             | 文京公会堂           |                  | 37.9％ |
| 368 | 4月16日  | ドリフの新撰組を始末しろ               | 入間市民会館         |                  | 26.5％ |
| 369 | 4月23日  | ドリフの野球狂の食堂                   | 渋谷公会堂           |                  | 33.9％ |
| 370 | 4月30日  | ドリフの修学旅行・京都の夜             | 船橋ヘルスセンター   |                  | 30.0％ |
| 371 | 5月7日   | ドリフの汗と涙の踏み切り番             | 柏市民文化会館       | 4月20日収録      | 33.9％ |
| 372 | 5月14日  | ドリフの地上最悪の山                   | 取手市民会館         |                  | 不明   |
| 373 | 5月21日  | ドリフの商店街を清潔に                 | 渋谷公会堂           |                  | 27.3％ |
| 374 | 5月28日  | ドリフのサラリーマン 五月の危機        | 熊谷会館             |                  | 23.3％ |
| 375 | 6月4日   | ドリフのハレンチコネクション           | 渋谷公会堂           | 刑事コント       | 25.8％ |
| 376 | 6月11日  | ドリフの国語算数理科社会               | 市原市民会館         |                  | 26.5％ |
| 377 | 6月18日  | ドリフの長屋に姫がやってきた           | 渋谷公会堂           |                  | 35.9％ |
| 378 | 6月25日  | ドリフのツユ空にかっとばせホームラン   | 入間市民会館         | 母ちゃんコント   | 34.3％ |
| 379 | 7月2日   | ドリフのガンマン 昼下がりの決闘        | 川越市民会館         |                  | 24.9％ |
| 380 | 7月9日   | ドリフの敵は忍者か化け物か             | 石川県・厚生年金会館 |                  | 25.7％ |
| 381 | 7月16日  | ドリフの恐ろしきミイラの墓             | 渋谷公会堂           |                  | 24.3％ |
| 382 | 7月30日  | ドリフの商店街 中元大売出し            | 大宮市民会館         |                  | 20.5％ |
| 383 | 8月6日   | ドリフVS誘拐団 人質を救え              | 入間市民会館         |                  | 21.2％ |
| 384 | 8月13日  | ドリフの民宿の暑い日に突然嵐が！       | 渋谷公会堂           |                  | 23.0％ |
| 385 | 8月20日  | ハウス真っ青 ドリフのボロ家            | 取手市民会館         | 7月23日収録      | 27.2％ |
| 386 | 8月27日  | ドリフの四丁目のアパートはてんてこまい | 郵便貯金ホール       | 8月3日収録       | 25.6％ |
| 387 | 9月3日   | ドリフの国語算数理科社会               | 郵便貯金ホール       |                  | 22.6％ |
| 388 | 9月10日  | ドリフの金庫泥棒 勝手にしやがれ        | 渋谷公会堂           |                  | 23.4％ |
| 389 | 9月17日  | ドリフのキッチンまるでデタラメ軒       | 川越市民会館         |                  | 24.4％ |
| 390 | 9月24日  | ドリフの目つぶし忍法スキありの術       | 行田産業文化会館     |                  | 24.9％ |
| 391 | 10月1日  | ドリフの幻覚・秘術・忍術の限り！       | 取手市民会館         |                  | 33.7％ |
| 392 | 10月8日  | ドリフの海底二万マイルのたたりだ！     | 市原市民会館         |                  | 30.2％ |
| 393 | 10月15日 | ドリフの名もなく貧しく美しく           | 渋谷公会堂           | 母ちゃんコント   | 35.7％ |
| 394 | 10月22日 | 隊長！お化けどこに行ったの？           | 入間市民会館         |                  | 35.2％ |
| 395 | 10月29日 | ドリフのF1グランプリの栄冠は？         | 船橋ヘルスセンター   |                  | 32.6％ |
| 396 | 11月5日  | ドリフのおかしなおかしな大逃走         | 清水市民会館         | ギャングコント   | 37.6％ |
| 397 | 11月12日 | ドリフの「パピヨン」＋「大脱走」は？   | 熊谷会館             | 11月2日収録      | 35.7％ |
| 398 | 11月19日 | ドリフの国語算数理科社会               | 渋谷公会堂           |                  | 37.5％ |
| 399 | 11月26日 | ドリフのおんぼろアパート只今停電中     | 市原市民会館         |                  | 35.3％ |
| 400 | 12月3日  | ドリフのこれがホリディオンアイスだ     | 船橋ヘルスセンター   | スケートコント   | 31.7％ |
| 401 | 12月10日 | ドリフの討ち入り前夜吉良邸・冬景色     | 川越市民会館         |                  | 34.7％ |
| 402 | 12月17日 | ドリフのボーナスアップ マル秘大作戦    | 渋谷公会堂           |                  | 28.1％ |
| 403 | 12月24日 | 商店街は歳末大売りだし大合戦           | 行田産業文化会館     |                  | 32.4％ |

### 1978年
- 1月1日、前日休止の振り替えとして、初の90分特番『お正月だョ!全員集合』を放送（この関係で同じドリフターズがメインのフジテレビ元日恒例『第15回新春スターかくし芸大会』は翌1月2日に放送）。
- 2月11日、喜納昌吉が出演。この共演を機に志村は8年後に変なおじさんを編み出す。
- 3月25日、この日にデビューした石野真子が出演。
- 6月3日、朝風まりがレギュラーに。
- 8月12日、『JNN報道特別番組・日中平和友好条約締結』放送のため番組休止（報道特番による休止は1972年9月に続き2例目）。この日予定されていた放送（8月2日に埼玉県の行田産業文化会館で録画）は、翌々週8月26日（#435）に放送された。
- 森永製菓がスポンサーを降板、同業社であるロッテが新たにスポンサーに加わる。
- 12月9日、前半コントのゲストとして菅原文太が登場。この日は学校コントで、転校生役として出演。
- 12月16日、サザンオールスターズ初登場。
- 12月30日には日本劇場で放送を行う、公演ではなく全員集合としては初。

この年の年間平均視聴率は、1977年から「欽ドン」がプロ野球シーズンオフのみの放送となったにも関わらず29.8%と2年ぶりに30%を割り込んだ。
| No  | 放送日   | 前半コント タイトル                  | 収録会場           | 備考                   | 視聴率 |
| --- | -------- | ------------------------------------ | ------------------ | ---------------------- | ------ |
| 404 | 1月7日   | 人質奪回 港の大捜査線                | 取手市民会館       | 前年12月21日収録       | 33.1％ |
| 405 | 1月14日  | ドリフの最後のSL出発進行             | 市原市民会館       |                        | 34.9％ |
| 406 | 1月21日  | ドリフの雪山旅館は大寒小寒           | 渋谷公会堂         |                        | 33.6％ |
| 407 | 1月28日  | ドリフの切った張ったのやくざ稼業     | 入間市民会館       |                        | 33.9％ |
| 408 | 2月4日   | 週刊ドリフはゴシップ満載で明日発売   | 行田産業文化会館   |                        | 34.1％ |
| 409 | 2月11日  | ドリフのバミューダ海域・謎の幽霊船   | 取手市民会館       |                        | 33.3％ |
| 410 | 2月18日  | ドリフの忍びの者・地下牢の決闘       | 渋谷公会堂         |                        | 35.3％ |
| 411 | 2月25日  | ドリフの母ちゃんの風邪が燃えた       | 柏市民文化会館     | 2月8日収録             | 30.3％ |
| 412 | 3月4日   | ドリフの国語算数理科社会             | 渋谷公会堂         | 放送ライブラリーに収蔵 | 33.8％ |
| 413 | 3月11日  | ドリフのアパートは買い物時で大騒ぎ   | 川越市民会館       |                        | 29.7％ |
| 414 | 3月18日  | ドリフの深夜国道・夜霧の恋食堂       | 船橋ヘルスセンター |                        | 30.4％ |
| 415 | 3月25日  | ドリフの未知との遭遇？密林探検       | 取手市民会館       |                        | 33.8％ |
| 416 | 4月1日   | ドリフのイーハトーブの黒い屋根？     | 市原市民会館       |                        | 30.0％ |
| 417 | 4月8日   | 無法の町・昼下がりのガンマン         | 川越市民会館       |                        | 28.5％ |
| 418 | 4月15日  | ドリフの七人の刑事・殺人犯を捜せ     | 入間市民会館       |                        | 26.7％ |
| 419 | 4月22日  | ドリフの井戸端会議は花盛り           | 船橋ヘルスセンター | アパートコント         | 28.7％ |
| 420 | 4月29日  | ドリフの国語算数理科社会             | 渋谷公会堂         |                        | 26.7％ |
| 421 | 5月6日   | ドリフの定年前夜 毎日が日曜日        | 行田産業文化会館   | 4月19日収録            | 29.6％ |
| 422 | 5月13日  | ドリフの銀行強盗 俺たちに明日はない  | 熊谷会館           |                        | 24.1％ |
| 423 | 5月20日  | ドリフの自動車修理工場は大パニック   | 太田市民会館       |                        | 30.5％ |
| 424 | 5月27日  | ドリフ一家VS旅烏・宿場町大騒動       | 渋谷公会堂         | 任侠コント             | 30.4％ |
| 425 | 6月3日   | ドリフのサーフィン民宿海開き         | 横須賀市民文化会館 |                        | 35.2％ |
| 426 | 6月10日  | ドリフの下町版「時には主婦のように」 | 市原市民会館       | アパートコント         | 32.2％ |
| 427 | 6月17日  | ドリフの田舎の駅は団体客で大騒ぎ     | 川越市民会館       | 5月24日収録            | 23.0％ |
| 428 | 6月24日  | ドリフの監獄・脱獄・お化け地獄       | 渋谷公会堂         |                        | 33.2％ |
| 429 | 7月1日   | ドリフの忍びの者・倉敷忍者屋敷       | 倉敷市民会館       |                        | 27.8％ |
| 430 | 7月8日   | ドリフの花火の夜に何かが起こる？     | 取手市民会館       | 母ちゃんコント         | 36.0％ |
| 431 | 7月15日  | ドリフのモーレツ会社は熱帯地獄       | 入間市民会館       |                        | 24.4％ |
| 432 | 7月29日  | ドリフの南極基地は猛吹雪？           | 船橋ヘルスセンター |                        | 16.0％ |
| 433 | 8月5日   | ドリフの強盗！工事現場に何埋めた？   | 取手市民会館       |                        | 23.5％ |
| 434 | 8月19日  | ドリフのスケートボードに誰が乗る？   | 柏市民文化会館     | 6月28日収録            | 23.3％ |
| 435 | 8月26日  | ドリフの国語算数理科社会             | 行田産業文化会館   | 8月2日収録             | 27.1％ |
| 436 | 9月2日   | ドリフの火を吹くウインチェスター銃   | 郵便貯金ホール     |                        | 24.9％ |
| 437 | 9月9日   | ドリフの商店街は火の鳥火の馬火の車   | 市原市民会館       | 8月26日収録            | 26.1％ |
| 438 | 9月16日  | ドリフの小田原祭 フィーバー盆踊り    | 小田原市民会館     | 8月23日収録            | 32.4％ |
| 439 | 9月23日  | ドリフのお彼岸・真夜中のお焼香       | 大宮市民会館       | 母ちゃんコント         | 30.0％ |
| 440 | 9月30日  | ドリフの日本剣道VS香港空手           | 渋谷公会堂         |                        | 29.7％ |
| 441 | 10月7日  | ドリフの女性週刊誌は明日発売         | 入間市民会館       |                        | 27.3%  |
| 442 | 10月14日 | ドリフの金田一探偵・幽霊騒動始末記   | 渋谷公会堂         |                        | 28.4％ |
| 443 | 10月21日 | ドリフの国語算数理科社会             | 川越市民会館       |                        | 28.1％ |
| 444 | 10月28日 | ドリフの婆ちゃんの電線は1万ボルト    | 行田産業文化会館   | 母ちゃんコント         | 31.3％ |
| 445 | 11月4日  | ドリフの探検隊・夜の密林の謎の怪獣   | 市原市民会館       |                        | 27.1％ |
| 446 | 11月11日 | ドリフの砦を守れ！第七騎兵隊出動     | 渋谷公会堂         |                        | 28.9％ |
| 447 | 11月18日 | ドリフの大忍者合戦・密書を捜せ       | 市原市民会館       |                        | 30.6％ |
| 448 | 11月25日 | ドリフの死刑囚大脱走                 | 行田産業文化会館   |                        | 29.6％ |
| 449 | 12月2日  | ドリフのアパートは上を下への大騒ぎ   | 取手市民会館       |                        | 32.0％ |
| 450 | 12月9日  | ドリフの国語算数理科社会             | 渋谷公会堂         |                        | 33.6％ |
| 451 | 12月16日 | ドリフのピラミッド探検・秘宝を捜せ   | 船橋ヘルスセンター |                        | 35.1％ |
| 452 | 12月23日 | ドリフの師走の雨には母走る？         | 大宮市民会館       | 母ちゃんコント         | 31.8％ |
| 453 | 12月30日 | ドリフの会社は只今、不況脱出大作戦   | 日本劇場           |                        | 31.3％ |

### 1979年
- 加藤&志村のヒゲダンスが誕生。翌年9月20日（#542）まで行われた。
- ドリフターズ全員参加及びゲストが行う体操コーナーが終了へ。
- 年末、放送500回を達成。

『全日本プロレス中継』は『全員集合』に視聴率で勝つことが出来ず、4月から土曜17:30 - 18:24に放送時間を変更した。
「欽ドン」がプロ野球シーズンオフのみの放送となった後、息を吹き返すように視聴率は30％の大台に回復していったが、この年の年間平均視聴率は29.6%と、2年連続で30%を割り込んだ。
| No  | 放送日   | 前半コント タイトル                    | 収録会場           | 備考                      | 視聴率 |
| --- | -------- | -------------------------------------- | ------------------ | ------------------------- | ------ |
| 454 | 1月6日   | ドリフVS沢田 新・柳生一族の陰謀        | 熊谷会館           | 前年11月28日収録          | 30.7％ |
| 455 | 1月13日  | ドリフの義賊・雪明りの中の御蔵破り     | 入間市民会館       | 前年12月20日収録          | 30.4％ |
| 456 | 1月20日  | ドリフの国語算数理科社会               | 渋谷公会堂         |                           | 31.4％ |
| 457 | 1月27日  | パン屋のけんちゃんダメ親父             | 入間市民会館       |                           | 32.2％ |
| 458 | 2月3日   | ドリフの食堂は地下鉄工事で大騒ぎ       | 渋谷公会堂         |                           | 30.7％ |
| 459 | 2月10日  | ドリフの風林火山・落城前の福生城       | 福生市民会館       |                           | 30.6％ |
| 460 | 2月17日  | ドリフの会社は不景気で熱い嵐           | 渋谷公会堂         |                           | 28.7％ |
| 461 | 2月24日  | ドリフの悪魔が来たりてホラを吹く       | 柏市民文化会館     | 2月7日収録、金田一コント  | 30.7％ |
| 462 | 3月3日   | ドリフの豆腐屋 父ちゃんカラ元気？      | 市原市民会館       |                           | 32.4％ |
| 463 | 3月10日  | ドリフの大相撲行田場所は大混乱         | 行田産業文化会館   |                           | 33.1％ |
| 464 | 3月17日  | ドリフの国語算数理科社会               | 船橋ヘルスセンター |                           | 32.2％ |
| 465 | 3月24日  | ドリフの限りなく無茶なイカ長親分       | 入間市民会館       | 任侠コント                | 33.6％ |
| 466 | 3月31日  | ドリフのアパート・隣は何をする人ぞ     | 渋谷公会堂         |                           | 27.2％ |
| 467 | 4月7日   | ドリフの怪奇インベーダーお化け屋敷     | 取手市民会館       |                           | 35.2％ |
| 468 | 4月14日  | ドリフの会社は右往左往の大騒ぎ         | 市原市民会館       |                           | 29.6％ |
| 469 | 4月21日  | ドリフの国語算数理科社会               | 日本青年館         |                           | 36.9％ |
| 470 | 4月28日  | ドリフの非常捜査線・ホシを追え         | 渋谷公会堂         |                           | 27.7％ |
| 471 | 5月5日   | ドリフのエーゲ海に浮かぶ謎の島         | 柏市民文化会館     | 4月18日収録               | 29.2％ |
| 472 | 5月12日  | ドリフの砂漠の蜃気楼に何を見た？       | 船橋ヘルスセンター |                           | 33.3％ |
| 473 | 5月19日  | ドリフの脱獄！俺たちに明日はない？     | 日本青年館         |                           | 33.6％ |
| 474 | 5月26日  | ドリフのなんじゃかんじゃ忍者！？       | 渋谷公会堂         |                           | 30.4％ |
| 475 | 6月2日   | ドリフの給油所・白昼の死角に何起きる   | 入間市民会館       |                           | 21.1％ |
| 476 | 6月9日   | ドリフの母ちゃんはスパルタ教育！？     | 取手市民会館       |                           | 21.7％ |
| 477 | 6月16日  | ドリフの探偵・病院坂の首くくりの家     | 行田産業文化会館   | 5月30日収録、金田一コント | 30.2％ |
| 478 | 6月23日  | ドリフの会社はヒマ時ツユ時ツブレ時？   | 渋谷公会堂         |                           | 31.9％ |
| 479 | 6月30日  | ドリフの対決！西部無類VSアパッチ       | 宮崎市民会館       |                           | 29.6％ |
| 480 | 7月7日   | ドリフの銀行強盗・現ナマは俺のもの     | 大宮市民会館       |                           | 24.5％ |
| 481 | 7月14日  | 大相撲川越場所 ドリフ部屋は大混乱      | 川越市民会館       |                           | 27.0％ |
| 482 | 7月28日  | ドリフの母ちゃん・カミナリ母ちゃん     | 市原市民会館       |                           | 19.8％ |
| 483 | 8月4日   | ドリフの国語算数理科社会               | 渋谷公会堂         | 7月11日収録               | 27.0％ |
| 484 | 8月11日  | ドリフの生きるか死ぬかの大忍者合戦     | 野田市民会館       |                           | 14.8％ |
| 485 | 8月18日  | ドリフの探偵・エイリアン殺人事件       | 渋谷公会堂         | 金田一コント              | 22.1％ |
| 486 | 8月25日  | ドリフの食堂はガンコ主人で大騒動       | 渋谷公会堂         | 7月21日収録               | 28.1％ |
| 487 | 9月1日   | ドリフの合宿・志村桜田恋物語           | 入間市民会館       | 8月15日収録               | 24.0％ |
| 488 | 9月8日   | ドリフの国語算数理科社会               | 福生市民会館       |                           | 28.3％ |
| 489 | 9月15日  | ドリフの八百屋は上へ下への大騒ぎ       | 渋谷公会堂         |                           | 28.0％ |
| 490 | 9月22日  | ドリフの大相撲船橋場所は連戦連敗       | 船橋ヘルスセンター |                           | 29.0％ |
| 491 | 9月29日  | ドリフの建設会社はダメ大工で大苦労     | 行田産業文化会館   |                           | 33.4％ |
| 492 | 10月6日  | ドリフの江戸城 大奥マル秘物語          | 取手市民会館       |                           | 31.7％ |
| 493 | 10月13日 | ドリフの建築住宅インフェルノ           | 渋谷公会堂         | 長屋コント                | 31.1％ |
| 494 | 10月20日 | ドリフの騎兵隊・インディアンを迎え撃て | 市原市民会館       |                           | 25.4％ |
| 495 | 10月27日 | ドリフの脱走プロフェッショナル         | 日本青年館         |                           | 29.3％ |
| 496 | 11月3日  | ドリフの母ちゃんがドラマチックな秋の夜 | 入間市民会館       |                           | 29.2％ |
| 497 | 11月10日 | ドリフの国語算数理科社会英語           | 渋谷公会堂         |                           | 37.5％ |
| 498 | 11月17日 | ドリフの雑誌社は今日がしめきり         | 日本青年館         |                           | 32.3％ |
| 499 | 11月24日 | ドリフの宇宙探検・翔べ銀河の果てへ     | 船橋ヘルスセンター |                           | 31.0％ |
| 500 | 12月1日  | ドリフの戦国忍者隊                     | 取手市民会館       |                           | 30.4％ |
| 501 | 12月8日  | ドリフのGメン人質奪回作戦              | 市原市民会館       |                           | 32.0％ |
| 502 | 12月15日 | ドリフの金田一探偵・恐怖の温泉旅館     | 渋谷公会堂         |                           | 33.4％ |
| 503 | 12月22日 | ドリフの次郎長一家・任侠清水港         | 渋谷公会堂         |                           | 35.8％ |
| 504 | 12月29日 | ドリフの寒げいこ剣道一直線             | 日本青年館         |                           | 32.0％ |

### 1980年
- 番組初期からのメイン提供スポンサーであるライオン油脂・ライオン歯磨が合併し「ライオン株式会社」が誕生。提供のクレジット表示・読みも「おはようからおやすみまで暮らしを見つめるライオン」に改められた[注釈 13]。
- 2月23日（#512）、視聴率が41.0%を記録する[3]。
- 5月3日（#522）、第522回目の放送で番組初のステレオ放送が行われた。この回の前半コントは、お化け屋敷が歌を歌い出す内容のもので、志村がベストテン形式で当時のヒット曲を次々と紹介し、建物のあちこちから顔や口が出てきて歌い、最後の大オチはコントのセット、観客およびドリフターズ全員と一緒に「カラスの勝手でしょ」を大合唱するという内容のものであった。後に同じコントを再演した回がステレオ音声で放送され、1982年1月2日（#609）の放送からは毎回ステレオ放送となった[注釈 14]。
- 7月26日（#534）は全日本女子プロレスとコラボ、ミミ萩原、赤城まり子が出演、前半コントのタイトルもそのまま「ドリフ全日本女子プロレス」。
- 9月、いかりやが声帯ポリープの手術を受けた都合で、13日と20日の放送に声を出さずに出演した。コントの中ではいかりやが声を出せないことをいいことに、4人がいかりやをいじめ倒すシーンがあった。
- 12月27日、ゲストに三船敏郎が登場。前半コントと少年少女合唱団のコーナーに出演し、早口言葉に挑戦。

ステレオ放送が実施された回と前半コントの内容
- 第522回（1980年5月3日、歌うお化け屋敷）
- 第575回（1981年5月9日、歌うお化け屋敷）
- 第609回（1982年1月2日）以降、総集編放送時を除く最終回まで

この年の3月に「欽ドン」が終了し、「欽ドン」の視聴者がドリフに流れてきたため、「全員集合」の視聴率は一気に盛り返すこととなった。「東村山音頭」以降、加藤と双璧をなす人気者となった志村を前面に押し出した内容が多くなり、前半コントでは志村単独のパートが増えていった。さらに、1979年に「ヒゲダンス」が大ヒット、1980年には「カラスの勝手でしょ」のフレーズが子供たちの間で大流行し、志村の人気は不動のものとなった。
この年の年間平均視聴率も34.3％と3年ぶりに30％台に乗せた。
| No  | 放送日   | 前半コント タイトル                      | 収録会場           | 備考             | 視聴率 |
| --- | -------- | ---------------------------------------- | ------------------ | ---------------- | ------ |
| 505 | 1月5日   | ドリフの商店街で百恵が衝撃の爆弾発言     | 入間市民会館       | 前年12月20日収録 | 27.7％ |
| 506 | 1月12日  | ドリフの雪国初公開・与作の私生活         | 日本青年館         | 前年12月19日収録 | 35.8％ |
| 507 | 1月19日  | ドリフの国語算数理科社会                 | 渋谷公会堂         |                  | 34.5％ |
| 508 | 1月26日  | ドリフのギャング団・銀行襲撃作戦         | 大宮市民会館       |                  | 35.0％ |
| 509 | 2月2日   | ドリフ 女子プロレスに初挑戦              | 小田原市民会館     |                  | 37.9％ |
| 510 | 2月9日   | ドリフの戦国自衛軍・落城の黙示録         | 船橋ヘルスセンター |                  | 36.8％ |
| 511 | 2月16日  | ドリフの脱獄犯・逃げこんだのは呪いの館   | 渋谷公会堂         |                  | 38.2％ |
| 512 | 2月23日  | ドリフの母ちゃん 雨の日は何して遊ぼう？  | 日本青年館         |                  | 41.0％ |
| 513 | 3月1日   | ドリフの国語算数理科社会                 | 入間市民会館       | 2月13日収録      | 37.2％ |
| 514 | 3月8日   | ドリフのコンバット 敵の戦車をやっつけろ  | 市原市民会館       |                  | 39.4％ |
| 515 | 3月15日  | ドリフ長屋 志村のダーティ婆ちゃん騒動記  | 行田産業文化会館   |                  | 34.2％ |
| 516 | 3月22日  | ドリフのガソリンスタンドは珍客万来       | 野田市文化会館     |                  | 39.7％ |
| 517 | 3月29日  | ドリフの忍者武芸帳・山奥で猛特訓の巻     | 渋谷公会堂         |                  | 35.5％ |
| 518 | 4月5日   | ドリフの騎兵隊 西部の町を守りぬけ        | 郵便貯金ホール     |                  | 36.2％ |
| 519 | 4月12日  | ドリフの国語算数理科社会                 | 入間市民会館       |                  | 32.0％ |
| 520 | 4月19日  | ドリフの社員旅行は悪魔の棲む家           | 福生市民会館       |                  | 35.5％ |
| 521 | 4月26日  | ドリフの御用金泥棒 敵陣で危機連発        | 渋谷公会堂         |                  | 34.2％ |
| 522 | 5月3日   | ドリフの盗賊団・不思議なピンチハウス     | 市原市民会館       | 歌うお化け屋敷   | 30.5％ |
| 523 | 5月10日  | ドリフの猛烈社員教育・一からやり直し     | 取手市民会館       |                  | 35.6％ |
| 524 | 5月17日  | 金田一探偵・獄門屋敷はお化けの巣         | 野田市文化会館     |                  | 32.4％ |
| 525 | 5月24日  | 大相撲渋谷場所・明日は千秋楽             | 渋谷公会堂         |                  | 34.6％ |
| 526 | 5月31日  | ドリフの母ちゃん！いたずらは子供の勝手   | 市原市民会館       | 4月16日収録      | 40.2％ |
| 527 | 6月7日   | ドリフの国語算数理科社会                 | 秩父宮記念市民会館 |                  | 35.0％ |
| 528 | 6月14日  | ドリフのアパート・志村に何が起こったか？ | 入間市民会館       |                  | 34.7％ |
| 529 | 6月21日  | ドリフの漂流記・SF巨大恐竜の島           | 渋谷公会堂         |                  | 31.4％ |
| 530 | 6月28日  | 風雲ドリフ城・志村のバカ殿お命頂戴       | 行田産業文化会館   |                  | 36.5％ |
| 531 | 7月5日   | ドリフのコンバット・第三帝国の大逆襲     | 日本青年館         |                  | 28.1％ |
| 532 | 7月12日  | ドリフの航空戦闘隊・出撃準備完了         | 大宮市民会館       |                  | 31.6％ |
| 533 | 7月19日  | ドリフの商店街・淳子にほれた             | 渋谷公会堂         |                  | 30.2％ |
| 534 | 7月26日  | ドリフの女子プロレス・激戦あの手この手   | 野田市文化会館     |                  | 28.9％ |
| 535 | 8月2日   | ドリフの母ちゃん 夕立で何が起きる？      | 新座市民会館       | 7月16日収録      | 37.6％ |
| 536 | 8月9日   | ドリフの荒野のガンマン・お手並み拝見     | 取手市民会館       |                  | 22.1％ |
| 537 | 8月16日  | ドリフの刑事物語・犯人はあのアパートに？ | 渋谷公会堂         |                  | 33.1％ |
| 538 | 8月23日  | ドリフ商事・志村じいちゃんの定年対策     | 行田産業文化会館   |                  | 36.1％ |
| 539 | 8月30日  | ドリフの金田一耕助・また事件ですか？！   | 日本青年館         |                  | 36.7％ |
| 540 | 9月6日   | ドリフの民宿！加藤の父ちゃん大奮闘！？   | 入間市民会館       | 8月20日収録      | 33.7％ |
| 541 | 9月13日  | ドリフの強盗団！掘った奪ったそら逃げろ   | 渋谷公会堂         |                  | 35.6％ |
| 542 | 9月20日  | 隠密忍者部隊！闇夜の襲撃作戦             | 福生市民会館       |                  | 30.4％ |
| 543 | 9月27日  | Gメン80 誘かい団との港の対決             | 取手市民会館       |                  | 37.2％ |
| 544 | 10月4日  | いかりやアパート！家賃まだかい？         | 市原市民会館       |                  | 34.1％ |
| 545 | 10月11日 | ドリフの探検隊・砂漠の秘宝をさがせ       | 渋谷公会堂         |                  | 34.8％ |
| 546 | 10月18日 | ドリフの国語算数理科社会                 | 福生市民会館       |                  | 30.7％ |
| 547 | 10月25日 | いかりや民宿！加藤の父ちゃん大奮闘？     | 日本青年館         |                  | 31.8％ |
| 548 | 11月1日  | ドリフのジャングルを行く！何だこりゃ？   | 行田産業文化会館   |                  | 31.2％ |
| 549 | 11月8日  | ドリフのコンバット・マル秘鉄橋爆破作戦   | 野田市文化会館     |                  | 32.9％ |
| 550 | 11月15日 | ドリフの魔の海底！タイタニックをさがせ   | 新座市民会館       |                  | 37.0％ |
| 551 | 11月22日 | ドリフの国語算数理科社会                 | 渋谷公会堂         |                  | 38.1％ |
| 552 | 11月29日 | ドリフの刑務所！さらばわが友！大脱走だ   | 取手市民会館       |                  | 30.8％ |
| 553 | 12月6日  | ドリフの忍者武芸帳！忍術あの手この手     | 市原市民会館       |                  | 32.7％ |
| 554 | 12月13日 | ドリフ商店街・歳末バーゲン大騒ぎ         | 入間市民会館       |                  | 35.7％ |
| 555 | 12月20日 | ドリフのスパイ大作戦！人質救助作戦       | 渋谷公会堂         |                  | 36.8％ |
| 556 | 12月27日 | ドリフの関ヶ原                           | 日本青年館         |                  | 33.9％ |

### 1981年
- 2月18日の志村・仲本「ノミ行為事件」発覚、小田原市民会館で3月7日放送予定だった回を急遽お蔵入り前提でファンのために公演。終了後9時から同会見で二人といかりやの記者会見、7日に始まったジャンケン決闘は当然休止。
  - 3月13日、TBSで全員で記者会見を行い、21日から志村・仲本が復帰、この模様は『TVガイド』4/10号で特集された。
  - なお、2月24日のフジテレビ系『ドリフ大爆笑'81』は1月27日収録の旨、テロップを入れて予定通り放送された[11]。
- 2月21日（#564）、生中継でいかりやの謝罪からスタート。昭和50年代以降での最高視聴率47.6%を記録する[3]。
- 3月14日（#567）、細川たかしが収録中の坂道コントでアキレス腱断裂の重傷を負う（詳細は後述）。
- 5月16日（#576）、フジテレビ系で『オレたちひょうきん族』スタート（当初はナイター中継がない時のみの雨傘番組としての不定期放送。10月10日よりレギュラー化）。
- 6月27日（#582）、「脱獄コント」において、大根と志村そっくりの人形をギロチンで切る場面を放送し（いわゆる「ギロチン事件」）、視聴者から「残酷すぎる」との抗議がTBSなどに殺到した[12]。
- 11月21日、放送600回を達成。

この年の年間平均視聴率は33.9％を記録した。前述のノミ行為やギロチン事件は週刊誌といった各媒体でクローズアップされるなど、世間の注目を集めたが、視聴率には影響しなかった。
またこの年の5月から「オレたちひょうきん族」がスタートし、ある程度の視聴率を獲得したため、10月から「全員集合」の裏番組としてレギュラー放送されることになった。この時点で「全員集合」の視聴率は「ひょうきん族」に対してダブルスコアで圧倒していたが、翌年以降は「ひょうきん族」の追い上げもあり、熾烈な視聴率争いを繰り広げることとなった。
| No  | 放送日   | 前半コント タイトル                        | 収録会場           | 備考              | 視聴率   | 視聴率     |
| No  | 放送日   | 前半コント タイトル                        | 収録会場           | 備考              | 全員集合 | ひょうきん |
| --- | -------- | ------------------------------------------ | ------------------ | ----------------- | -------- | ---------- |
| 557 | 1月3日   | ドリフのマル秘大奥物語 殿！新年の御挨拶を  | 行田産業文化会館   | 前年12月10日収録  | 24.7％   | 放送前     |
| 558 | 1月10日  | ドリフの母ちゃん！しつけは厳しく           | 柏市民文化会館     | 前年11月19日収録  | 40.0%    | 放送前     |
| 559 | 1月17日  | ドリフの国語算数理科社会                   | 渋谷公会堂         |                   | 37.3％   | 放送前     |
| 560 | 1月24日  | ドリフのヤクザ！志村の弔い合戦だ           | 新座市民会館       |                   | 38.5％   | 放送前     |
| 561 | 1月31日  | ドリフの恐怖の海底探検！生き残るのは誰？   | 福生市民会館       |                   | 37.5％   | 放送前     |
| 562 | 2月7日   | ドリフの父ちゃん！豪雪にはご用心           | 取手市民会館       |                   | 36.9％   | 放送前     |
| 563 | 2月14日  | ドリフのインディアンから街を守れ！         | 日本青年館         |                   | 37.4％   | 放送前     |
| 564 | 2月21日  | ドリフの探検隊・ジャングル救出作戦         | 入間市民会館       | この回から3人体制 | 47.6％   | 放送前     |
| 565 | 2月28日  | ドリフの恐怖！呪いの幽霊館                 | 渋谷公会堂         |                   | 46.0％   | 放送前     |
| 566 | 3月7日   | ドリフのコンバット・捕虜救出作戦           | 新座市民会館       |                   | 40.3％   | 放送前     |
| 567 | 3月14日  | ドリフの第七騎兵隊・開拓村を守れ           | 行田産業文化会館   |                   | 42.5％   | 放送前     |
| 568 | 3月21日  | ドリフの今日は一体なにやるの？             | 日本青年館         | 志村・仲本復帰    | 38.4％   | 放送前     |
| 569 | 3月28日  | ドリフの忍者武芸帳・秘術あの手この手       | 渋谷公会堂         |                   | 40.2％   | 放送前     |
| 570 | 4月4日   | ドリフの母ちゃん！いかりや家に何を見た     | 小田原市民会館     | 2月18日収録       | 37.3％   | 放送前     |
| 571 | 4月11日  | ドリフの国語算数理科社会                   | 野田市文化会館     |                   | 35.1％   | 放送前     |
| 572 | 4月18日  | ドリフの宇宙探検隊・訓練は厳しいゾ！       | 新座市民会館       |                   | 37.3％   | 放送前     |
| 573 | 4月25日  | ドリフ商事！電話がリンリン商売繁盛         | 渋谷公会堂         |                   | 32.2％   | 放送前     |
| 574 | 5月2日   | ドリフの武士道一直線・ほんとうに強いの？   | 日本青年館         |                   | 32.3％   | 放送前     |
| 575 | 5月9日   | ドリフの盗賊団・夢の館か悪魔のすみ家か     | 市原市民会館       | 歌うお化け屋敷    | 31.7％   | 放送前     |
| 576 | 5月16日  | ドリフの香港ギャング団・縄ばりを守れ       | ららぽーと劇場     |                   | 30.2％   | 9.5％      |
| 577 | 5月23日  | ドリフの母ちゃん！夜ふかしはダメだヨ       | 大宮市民会館       |                   | 30.7％   | 放送なし   |
| 578 | 5月30日  | ドリフの殿様・殿のお命を守れ               | 新座市民会館       |                   | 33.5％   | 8.8％      |
| 579 | 6月6日   | ドリフの国語算数理科社会                   | 取手市民会館       |                   | 34.1％   | 8.3％      |
| 580 | 6月13日  | ドリフの騎兵隊・恐怖！街が襲われた         | 渋谷公会堂         |                   | 32.4％   | 10.1％     |
| 581 | 6月20日  | ドリフの漂流！君はこの島に何をみたか？     | 茅ヶ崎市民文化会館 |                   | 28.6％   | 放送なし   |
| 582 | 6月27日  | ドリフの大脱走・鬼の看守の目を盗め         | 日本青年館         | ギロチン事件      | 33.1％   | 10.4％     |
| 583 | 7月4日   | ドリフの銀行強盗団・逃げろや逃げろ         | 福生市民会館       |                   | 32.3％   | 放送なし   |
| 584 | 7月11日  | ドリフの宇宙訓練・スペースシャトル体験     | 入間市民会館       |                   | 31.4％   | 9.1％      |
| 585 | 7月18日  | ドリフの金田一耕助？またまた事件です       | 行田産業文化会館   |                   | 33.7％   | 13.2％     |
| 586 | 7月25日  | ドリフの国語算数理科社会                   | 野田市文化会館     |                   | 18.3％   | 放送なし   |
| 587 | 8月1日   | ドリフの建売住宅は今日も大混乱             | 新座市民会館       |                   | 18.1％   | 放送なし   |
| 588 | 8月8日   | ドリフ出版・恐怖の推理小説本日発表         | 行田産業文化会館   | 7月1日収録        | 23.7％   | 放送なし   |
| 589 | 8月15日  | ドリフの母ちゃん！水遊びはほどほどに       | 渋谷公会堂         |                   | 22.2％   | 放送なし   |
| 590 | 8月22日  | ドリフの女子プロレス・秘技あの手この手     | 入間市民会館       | 7月29日収録       | 38.6％   | 放送なし   |
| 591 | 8月29日  | ドリフの戦国絵巻・この城を死守せよ         | 日本青年館         |                   | 30.7％   | 15.9％     |
| 592 | 9月5日   | ドリフのスパイ大作戦・カトちゃんを救え     | 日本青年館         |                   | 31.0％   | 放送なし   |
| 593 | 9月12日  | ドリフのアパート騒動・家賃をはらえ         | 福生市民会館       |                   | 38.1％   | 放送なし   |
| 594 | 9月19日  | ドリフの国語算数理科社会                   | 取手市民会館       |                   | 40.1％   | 放送なし   |
| 595 | 9月26日  | ドリフの殿様！お嫁さんが欲しいよー         | ららぽーと劇場     | バカ殿コント      | 33.8％   | 放送なし   |
| 596 | 10月3日  | ドリフ商店街・何だこの雰囲気は？           | 日本青年館         |                   | 30.6％   | 放送なし   |
| 597 | 10月10日 | ドリフ商事は倒産寸前！                     | 渋谷公会堂         |                   | 29.7％   | 13.4％     |
| 598 | 10月17日 | ドリフの金田一耕助・ぬえは一体いくつなの？ | 新座市民会館       |                   | 30.0％   | 9.7％      |
| 599 | 10月24日 | ドリフの何者・門じゃ忍者                   | 桐生市産業文化会館 |                   | 34.2％   | 14.4％     |
| 600 | 10月31日 | ドリフの剣の道とは？ワカリマセン           | 行田産業文化会館   |                   | 32.3％   | 12.0％     |
| 601 | 11月7日  | ドリフのギャング・敵のアジトへ乗りこめ     | 新座市民会館       |                   | 33.4％   | 休み       |
| 602 | 11月14日 | ドリフのイッヒッヒ・マル秘宝だヨ           | 取手市民会館       | 探検コント        | 34.2％   | 14.5％     |
| 603 | 11月21日 | ドリフのコンバット・敵戦車を襲え           | 野田市民文化会館   |                   | 35.2％   | 12.8％     |
| 604 | 11月28日 | ドリフの国語算数理科社会                   | 日本青年館         |                   | 36.2％   | 休み       |
| 605 | 12月5日  | ドリフ商事・ボーナスは？                   | 渋谷公会堂         |                   | 36.2％   | 14.2％     |
| 606 | 12月12日 | ドリフの母ちゃん！雪やコンコン？           | 入間市民会館       | 11月18日収録      | 35.5％   | 14.4％     |
| 607 | 12月19日 | ドリフのブラックホールに何を見た？         | 福生市民会館       |                   | 33.6％   | 14.5％     |
| 608 | 12月26日 | ドリフの殿様・お嫁さんが欲しいヨー         | 日本青年館         | バカ殿コント      | 36.2％   | 12.0％     |

### 1982年
- 1月30日（#613）、視聴率37.1%を記録する[3]。この日以降、視聴率30%後半を超える事はなかった。さらに7月以降は視聴率が30%を超える事もなくなる。
- 3月13日、加藤志村が宇宙人に扮した奇術コーナースタート。
- 4月にいかりやがギャグ作りを辞めたいと言い出し、ギャグ作りからそのまま離脱しその後は加藤と志村が中心となってギャグ作りを行う事となる。
- 8月末で番組の生みの親の居作が異動で番組を離れる（後任プロデューサーは高橋利明、プロデューサー就任後も演出を兼任）。
- 8月7日（#640）、演奏がいつもの岡本章生とゲイスターズではなく、第1回目を演奏を担当した高橋達也と東京ユニオンが担当（しかし、再放送でのTBSチャンネルではオープニングのテロップ表示、コント終了後の演奏テロップは変更されず、通常の岡本とゲイスターズのままだった。放送当時は正しい表記）。
- 10月2日（#648）の放送からTBSの夜のスポットタイムが6分に拡大し[注釈 15]、『フラッシュニュース』開始が20:54に変更されたため、終了時刻を20:54に再変更（さらに1分縮小）。
- 1980年から続いた、女子プロレスコントがこの年をもって終了。その後『ひょうきん族』にて全日本女子プロレスの協力の元「ひょうきんプロレスアワー」を開始する事になる[注釈 16]。

この年の平均視聴率は23.6%で、前年より10%ほど下落した。プロ野球シーズン中（4 -9月）における視聴率も前年より低下し、20%を割る回も出始めた。10月9日放送分（#649）で初めて『ひょうきん族』に視聴率で敗退した。この年に限れば視聴率で負けたのは2回だけであったが、前述の通り視聴率の低下傾向が見られるようになる。
| No  | 放送日   | 前半コント タイトル                        | 収録会場           | 備考             | 視聴率   | 視聴率     |
| No  | 放送日   | 前半コント タイトル                        | 収録会場           | 備考             | 全員集合 | ひょうきん |
| --- | -------- | ------------------------------------------ | ------------------ | ---------------- | -------- | ---------- |
| 609 | 1月2日   | ドリフの母ちゃん！婆ちゃん！お隣さん       | 行田産業文化会館   | 前年12月9日収録  | 13.7％   | 休み       |
| 610 | 1月9日   | ドリフの国語算数理科社会                   | 新座市民会館       |                  | 32.8％   | 12.9％     |
| 611 | 1月16日  | ドリフの女子プロレス！秘技あの手この手     | ららぽーと劇場     |                  | 33.3％   | 14.6％     |
| 612 | 1月23日  | ドリフの忍者合戦！合い言葉はムフフフフ     | 取手市民会館       |                  | 28.9％   | 15.8％     |
| 613 | 1月30日  | ドリフの大捜査網を突破せよ                 | 入間市民会館       |                  | 37.1％   | 休み       |
| 614 | 2月6日   | ドリフの迷刑事・聞きこみ張りこみ押さえこみ | 福生市民会館       |                  | 32.9％   | 14.8％     |
| 615 | 2月13日  | ドリフの謎の館！金銀財宝ザックザク？       | 渋谷公会堂         |                  | 27.2％   | 16.2％     |
| 616 | 2月20日  | ドリフの網とり！関とり！相撲とり！         | 新座市民会館       |                  | 28.4％   | 17.7％     |
| 617 | 2月27日  | ドリフの今日は何だか忙しいぞ！             | 行田産業文化会館   | 五軒家コント     | 27.8％   | 19.2％     |
| 618 | 3月6日   | ドリフの春だ！野球だ！アイススケート？     | ららぽーと劇場     |                  | 33.0％   | 19.8％     |
| 619 | 3月13日  | ドリフのビックリ！ドッキリ！車の修理       | 茅ヶ崎市民文化会館 |                  | 31.3％   | 17.9％     |
| 620 | 3月20日  | ドリフの新居？引っ越しするのはいいけれど   | 福生市民会館       |                  | 27.7％   | 21.6％     |
| 621 | 3月27日  | ドリフの大相撲！狙え白星！！マル秘大特訓？ | 日本青年館         |                  | 26.5％   | 18.0％     |
| 622 | 4月3日   | ドリフの国語算数理科社会                   | 日本青年館         |                  | 17.7％   | 12.4％     |
| 623 | 4月10日  | ドリフの銀行強盗！金庫爆発マル秘大作戦     | 新座市民会館       |                  | 30.8％   | 休み       |
| 624 | 4月17日  | ドリフの刑事部屋！誘拐犯人をしめあげろ     | 渋谷公会堂         |                  | 20.4％   | 17.4％     |
| 625 | 4月24日  | ドリフのあの鉄橋を爆破せよ！               | 秩父宮記念市民会館 |                  | 20.0％   | 17.5％     |
| 626 | 5月1日   | ドリフの母ちゃん！家の中でも交通安全       | 日本青年館         |                  | 20.4％   | 15.3％     |
| 627 | 5月8日   | ドリフのお坊さん！寺の修行も楽じゃない     | 大宮市民会館       |                  | 18.8％   | 18.4％     |
| 628 | 5月15日  | ドリフの仁義なき戦い・いかりや一家奮闘記   | 日本青年館         |                  | 19.3％   | 16.4％     |
| 629 | 5月22日  | ドリフの恐怖！不気味な西洋館で見た物は     | 入間市民会館       |                  | 23.3％   | 休み       |
| 630 | 5月29日  | ドリフの母ちゃん！珍客万来？満員御礼       | 福生市民会館       |                  | 20.1％   | 19.5％     |
| 631 | 6月5日   | ドリフの漂流記！冒険だ！探検だ！大変だ！   | 新座市民会館       |                  | 19.6％   | 18.3%      |
| 632 | 6月12日  | ドリフ高校の修学旅行！旅館でドッキリ       | ららぽーと劇場     |                  | 19.3％   | 17.3％     |
| 633 | 6月19日  | ドリフのピラミッド探検！蜃気楼の彼方へ     | 渋谷公会堂         |                  | 16.7％   | 15.2％     |
| 634 | 6月26日  | ドリフの国語算数理科社会                   | 日本青年館         |                  | 31.0％   | 休み       |
| 635 | 7月3日   | ドリフのギャング！謎の五億円を狙え！！     | 綾瀬市文化会館     |                  | 20.8％   | 15.7％     |
| 636 | 7月10日  | ドリフの商店街！今日はなぜか恋の気分       | 日本青年館         |                  | 19.3％   | 13.7％     |
| 637 | 7月17日  | ドリフのロッキー4                          | 取手市民会館       | ボクシングコント | 21.5％   | 14.3％     |
| 638 | 7月24日  | ドリフの衝撃のおまわりさん！本日定年       | 日本青年館         |                  | 16.0%    | 休み       |
| 639 | 7月31日  | ドリフのキャー！ヒェー！事件ですよ         | 入間市民会館       | 金田一コント     | 14.0％   | 13.2％     |
| 640 | 8月7日   | ドリフのなるほどザ・忍者！                 | 福生市民会館       |                  | 17.3％   | 休み       |
| 641 | 8月14日  | ドリフの銀行ギャング！激走五千キロ         | 渋谷公会堂         |                  | 13.1％   | 12.6％     |
| 642 | 8月21日  | ドリフのアッ？鳥だ！飛行機だ！！大変だ     | 新座市民会館       | パイロットコント | 22.7％   | 休み       |
| 643 | 8月28日  | ドリフのアパート騒動記・オヤオヤ大家！？   | 行田産業文化会館   | 7月28日収録      | 21.7％   | 15.6％     |
| 644 | 9月4日   | ドリフの国語算数理科社会                   | ららぽーと劇場     |                  | 22.8％   | 17.0％     |
| 645 | 9月11日  | ドリフの荒野の用心棒！僕達ウソツカナイ     | 市原市民会館       |                  | 25.7％   | 18.9％     |
| 646 | 9月18日  | ドリフのドキュメンタリー・人類創世の日     | 日本青年館         | 無言劇           | 16.7％   | 休み       |
| 647 | 9月25日  | ドリフのザ・サスペンス！！ピラミッドの謎   | 取手市民会館       |                  | 26.5％   | 休み       |
| 648 | 10月2日  | ドリフの土曜ロードショー・暗黒街のヒエー   | 福生市民会館       |                  | 19.5％   | 19.7％     |
| 649 | 10月9日  | ドリフの掘って！掘って！！また掘って       | 入間市民会館       | 炭鉱コント       | 19.1％   | 19.4％     |
| 650 | 10月16日 | ドリフの刑事コンニャク？ナメンナヨ！！     | 渋谷公会堂         |                  | 28.0％   | 18.6％     |
| 651 | 10月23日 | ドリフの母ちゃん！甘えん坊バンザイ         | 日本青年館         |                  | 27.8％   | 16.7％     |
| 652 | 10月30日 | ドリフの今夜は問屋だ！テンヤワンヤ         | ららぽーと劇場     |                  | 21.9％   | 19.5％     |
| 653 | 11月6日  | ドリフの国語算数理科社会                   | ららぽーと劇場     |                  | 24.9％   | 17.3％     |
| 654 | 11月13日 | ドリフの修学旅行！俺たちに外出はない       | 入間市民会館       |                  | 26.2％   | 18.6％     |
| 655 | 11月20日 | ドリフのダ・ダ・ダ・大工！大騒ぎ！？       | 新座市民会館       |                  | 23.6％   | 16.2％     |
| 656 | 11月27日 | ドリフのコンバット「史上最大のア然」       | 日本青年館         |                  | 21.8％   | 17.9％     |
| 657 | 12月4日  | ドリフのどうして忍者は弱いんでしょう？     | 取手市民会館       |                  | 24.2％   | 17.1％     |
| 658 | 12月11日 | ドリフの殿様！アへ？                       | 渋谷公会堂         |                  | 24.9％   | 21.4％     |
| 659 | 12月18日 | ドリフの商店街！仁義なき年末大売りだし     | 大宮市民会館       |                  | 26.4％   | 18.7％     |
| 660 | 12月25日 | ドリフの五軒家！ネーネー奥さん！アレ？     | 日本青年館         |                  | 22.7％   | 17.0％     |

### 1983年
- 1月1日、1977年以来6年振りに元日が土曜日となり、『ドリフの初笑い!!お正月だョ!全員集合』を19:30 - 20:54の拡大版で放送[注釈 17]（元日版で拡大版や別タイトルでの放送は唯一）。1972年6月から開始した少年少女合唱隊が休止。この回から合唱隊は隔週コーナーに切り替わる。なおこの編成に伴い、フジテレビの『新春スターかくし芸大会』第1部（この年から1987年まで2部体制）は同日の21:00 - 22:54に編成（2日放送の第2部も同枠）。『かくし芸』の前枠、ならびにこの日の『全員集合』の裏番組として『ひょうきん族』も生放送のスペシャルを放送した。
- 2月12日（#667）、この回をもって少年少女合唱隊が終了。
- 2月19日（#668）、この回よりオープニングの3番がカットされる。
- 4月2日、それまで岡山県のみを放送エリアにしていた山陽放送（現・RSK山陽放送）が、岡山・香川の電波相互乗り入れに伴い、香川県でも『全員集合』の放送開始。さらに福島テレビがフジテレビ系列にネットチェンジ（JNN脱退・FNN加盟）。長崎放送を除くJNN23局+FNN・FNS1局の24局ネットとなる。
- 8月13日（#693）の放送で初めて番組の視聴率が10%を下回る（9.2%）。この日はお盆の真っ最中で、関東地区の視聴率が全体的に落ち込んだ日でもあった（裏番組に巨人-広島戦のナイター中継があり、また「ひょうきん族」も10%そこそこと伸び悩んだ）。尚、この年以前にもお盆前後のシーズンは視聴率が普段に比べ低下する傾向にあったが、ここまで下がったのは初めてである。
- 夏頃、いかりやが元当番組プロデューサーで当時TBS制作局長となっていた居作の元を訪ね「全員集合をやめようと思う」という意志を伝える[13]。
- 9月24日、加藤の出身地である福島県のネット局で、唯一の系列外ネット局だった福島テレビが10月1日からのフジテレビ系フルネット化に伴い、1972年4月1日から続けてきた放送を打ち切り。同局は1983年4月にフジテレビ系列に再ネットチェンジ（JNN脱退・FNN加盟）されていたが、1983年4月2日から9月24日までは本来の系列番組である『ひょうきん族』にすぐさま切り替えずに、視聴者保護のため番販扱いで放送していた（福島テレビは本番組打ち切り後『ひょうきん族』を遅れネットから同時ネットへ変更）。
- 9月24日から2週連続で700回記念特集。当日は前年6月以来の視聴率30%超えを記録。しかし、以降最終回まで視聴率が30%台に乗ることはなかった。なお、この回を以って福島テレビにおける放送が終了（10月1日以降は『ひょうきん族』の同時ネット化）。それに伴い、10月と11月はJNN23局同時ネットとなった。
- 12月4日、TBS系新局として開局したテレビユー福島にて、福島県のネットが2ヶ月ぶりに復活した[注釈 18]。同時にJNN24局同時ネットに復帰。
- 12月24日、この日は23:15 - 翌1:09に生放送によるドリフメイン・ライオン一社提供の深夜特別番組『ライオンスペシャル '83クリスマスキャロル 聖夜（イヴ）だヨ!120分』を放送のため、当番組は日本青年館からの収録番組に。
- 12月31日、『第25回輝く!日本レコード大賞』放送のため番組休止。しかし1977→1978年の時のような、元日の振り替え放送はされなかった[注釈 19]。その代替として翌々日の1984年1月2日の18:30 - 19:54に、ドリフがゲスト出演する『ザ・チャンス!』の正月特番『ドリフが挑戦・お正月だョ!ウルトラチャンス』を放送した。
- 1976年に開始した迷探偵金田一けんシリーズが、この年をもって終了。
- この年をもって、神奈川県・茨城県での中継が終了。
- この頃に、長年スポンサーを務めたタイガー魔法瓶が降板、日産自動車が提供に復帰。

この年の年間平均視聴率は20.8%と、前年の23%台よりさらに下落し、1976年の23.0%よりも低い数字となった。一方、『ひょうきん族』が年間平均視聴率19.0%と猛追を見せ、夏休み期間中の視聴率も『ひょうきん族』の後塵を拝した。『ひょうきん族』が放送休止となった週でも20%を割る週も出始めた。この時期から、『ひょうきん族』の他にも日本テレビの『土曜トップスペシャル』で放送された『全日本プロレス中継』の特番の猛追を受けることになる。
| No  | 放送日   | 前半コント タイトル                         | 収録会場         | 備考             | 視聴率   | 視聴率     |
| No  | 放送日   | 前半コント タイトル                         | 収録会場         | 備考             | 全員集合 | ひょうきん |
| --- | -------- | ------------------------------------------- | ---------------- | ---------------- | -------- | ---------- |
| 661 | 1月1日   | お正月だョ！全員集合                        | 入間市民会館     | 前年12月15日収録 | 15.9％   | 12.7％     |
| 662 | 1月8日   | ドリフの漂流記！風が出てきましたネ？        | 行田産業文化会館 | 前年12月17日収録 | 20.1％   | 18.4％     |
| 663 | 1月15日  | ドリフの相撲部屋！ごっつあんです            | ららぽーと劇場   |                  | 26.1％   | 16.8％     |
| 664 | 1月22日  | ドリフの会社！おじさんガンバッテ？          | 福生市民会館     |                  | 19.9％   | 23.6％     |
| 665 | 1月29日  | ドリフの金田一さん 事件ですよ！ギャー！     | 新座市民会館     |                  | 25.4％   | 20.8％     |
| 666 | 2月5日   | ドリフの大変だ！おばあちゃんが？            | 綾瀬市文化会館   |                  | 25.1％   | 21.2％     |
| 667 | 2月12日  | ドリフのオーケストラがやっときた？          | 渋谷公会堂       |                  | 26.1％   | 24.2％     |
| 668 | 2月19日  | ドリフのいかりや一家・仁義ある戦い          | 日本青年館       |                  | 21.4％   | 23.8％     |
| 669 | 2月26日  | ドリフの本邦初公開・少林寺への道？          | 入間市民会館     | 2月16日収録      | 26.5％   | 20.5％     |
| 670 | 3月5日   | ドリフの騎兵隊・アラマ砦の大攻防？          | 新座市民会館     |                  | 21.3％   | 18.5％     |
| 671 | 3月12日  | ドリフの母ちゃん・今日は良い子でいます？    | ららぽーと劇場   |                  | 23.1％   | 21.4％     |
| 672 | 3月19日  | ドリフの国語算数理科社会                    | 日本青年館       |                  | 26.0％   | 20.3％     |
| 673 | 3月26日  | ドリフの大追跡・ねえ白状して？              | 入間市民会館     |                  | 24.0％   | 23.4％     |
| 674 | 4月2日   | ドリフのオモシロまじめ大脱走？              | 新座市民会館     |                  | 21.6％   | 23.6％     |
| 675 | 4月9日   | ドリフのやっぱし一軒家はよか？              | 福生市民会館     |                  | 23.0％   | 21.5％     |
| 676 | 4月16日  | ドリフのアパート天国 一度はおいで？         | 渋谷公会堂       |                  | 21.1％   | 16.4％     |
| 677 | 4月23日  | ドリフのコンバット大活躍                    | 取手市民会館     |                  | 18.6％   | 17.5％     |
| 678 | 4月30日  | ドリフのギャング・今夜はいい月じゃ？        | 日本青年館       |                  | 14.5％   | 休み       |
| 679 | 5月7日   | ドリフの母ちゃん・不思議大好き引っ越し編    | 入間市民会館     |                  | 24.8％   | 18.5％     |
| 680 | 5月14日  | ドリフの五軒家・ボッキバッキと大忙し        | ららぽーと劇場   |                  | 17.9％   | 15.9％     |
| 681 | 5月21日  | ドリフのオットットッ殿のおなりー？          | 大宮市民会館     |                  | 21.9％   | 17.6％     |
| 682 | 5月28日  | ドリフのヒット曲だよチキハウス？            | 日本青年館       |                  | 21.5％   | 17.8％     |
| 683 | 6月4日   | ドリフの民宿・これじゃ明日も満員御礼        | 新座市民会館     |                  | 17.5％   | 19.1％     |
| 684 | 6月11日  | ドリフの国語算数理科社会                    | 日本青年館       |                  | 26.1％   | 休み       |
| 685 | 6月18日  | ドリフの会社は雨ニモマケズ大奮闘？          | 渋谷公会堂       |                  | 19.7％   | 16.6％     |
| 686 | 6月25日  | いかりや一家にスゴ腕用心棒がくる！          | 福生市民会館     |                  | 18.5％   | 17.8%      |
| 687 | 7月2日   | ドリフの山寺・修行は楽じゃナイ              | 入間市民会館     |                  | 20.1％   | 17.8％     |
| 688 | 7月9日   | ドリフのどんなもんじゃ忍者？                | 日本青年館       |                  | 18.3％   | 20.8％     |
| 689 | 7月16日  | ドリフの金田一・難事件はお好き？            | 綾瀬市文化会館   |                  | 19.6％   | 休み       |
| 690 | 7月23日  | ドリフのボクサー・ロッキーをぶっ飛ばせ      | 日本青年館       |                  | 19.5％   | 休み       |
| 691 | 7月30日  | ドリフの海の家・遊んでいいかナ？            | 日本青年館       |                  | 11.2％   | 12.5％     |
| 692 | 8月6日   | ドリフの汽車は今日も快調・全速前進          | 行田産業文化会館 | 6月22日収録      | 18.2％   | 休み       |
| 693 | 8月13日  | ドリフの相撲部屋・夏だ！体力だ！でも暑いか  | 渋谷公会堂       | 最低視聴率       | 9.2％    | 10.4％     |
| 694 | 8月20日  | ドリフのトンネル工事はトントン拍子？        | 日本青年館       |                  | 23.0％   | 休み       |
| 695 | 8月27日  | ドリフの太陽にほえろ！5人の刑事？           | 新座市民会館     | 7月27日収録      | 16.9％   | 16.8％     |
| 696 | 9月3日   | ドリフの国語算数理科社会                    | 日本青年館       |                  | 19.2％   | 13.5％     |
| 697 | 9月10日  | ドリフの西洋館・生アタタカイ風が・・・      | 新座市民会館     |                  | 20.7％   | 20.3％     |
| 698 | 9月17日  | ドリフの大奥・東風吹かば・・・教養の秋？    | 日本青年館       |                  | 12.7％   | 9.4％      |
| 699 | 9月24日  | 700回スペシャル①                            | TBS・Fスタジオ   | 名場面集         | 33.4％   | 15.9％     |
| 700 | 10月1日  | 700回スペシャル②                            | TBS・Fスタジオ   | 名場面集         | 24.3％   | 15.6％     |
| 701 | 10月8日  | ドリフのこんなもんじゃ忍者                  | 入間市民会館     |                  | 19.6％   | 15.0％     |
| 702 | 10月15日 | ドリフの剣道・宮本武蔵は一日にして成らず？  | 渋谷公会堂       |                  | 26.2％   | 19.4％     |
| 703 | 10月22日 | ドリフのネズミ小僧 怖い番所はどこざんショ？ | 福生市民会館     |                  | 21.9％   | 22.5％     |
| 704 | 10月29日 | ドリフの母ちゃん 寺院に泊まると体がジー     | 新座市民会館     |                  | 18.2％   | 15.6％     |
| 705 | 11月5日  | ドリフのガード下の商店街は全速営業？        | ららぽーと劇場   |                  | 20.1％   | 18.1％     |
| 706 | 11月12日 | 週刊ドリフは本日発売！・・・できるかナ？    | 新座市民会館     |                  | 24.2％   | 22.7％     |
| 707 | 11月19日 | ドリフの皆で広げよう！町内会のワッ？        | ららぽーと劇場   |                  | 21.0％   | 21.6％     |
| 708 | 11月26日 | ドリフの銀行強盗・入った盗った逃げろ？      | 福生市民会館     |                  | 24.2％   | 24.7％     |
| 709 | 12月3日  | ドリフのオーケストラ万歳？                  | 渋谷公会堂       |                  | 20.8％   | 20.8％     |
| 710 | 12月10日 | ドリフの漂流記・南海の孤島に何を見た？      | 入間市民会館     | 11月16日収録     | 22.8％   | 18.7％     |
| 711 | 12月17日 | ドリフの金田一・あの病院にはたたりが？      | 新座市民会館     |                  | 21.5％   | 25.6％     |
| 712 | 12月24日 | ドリフの看護婦・あたしゃ白衣の天使だ？      | 日本青年館       | 12月21日収録     | 22.8％   | 23.2％     |

### 1984年
- 1月21日、日本青年館からの生中継だったが、この日は東京で大雪となり、冒頭では雪景色となった日本青年館前から加藤と志村がレポートした後、ステージのいかりやが「8時だョ!」と叫んでお馴染みのオープニングとなった。二人は外の雪を舞台に持ち込み、オープニングで踊っている仲本ら他のメンバーに雪を投げつけるなどした。
- 1984年に突入してからも視聴率20%前半はキープできていたが、3月下旬以降は視聴率が20%を切ることが多くなった。
- 1984年4月改編から番組スポンサーがタイガー魔法瓶に代わり日産自動車が復帰。以後、最終回までライオン・日産・ロッテの3社体制に。[15][注釈 22]。
- 4月7日より、長崎放送での放送が開始された。それまでは14年半の間、プロ野球中継や『全日本プロレス中継』を行うため日本テレビ系同時ネットを組んでいたが、『土曜トップスペシャル』を打ち切って放送開始。同時にJNN全局ネット化を達成し。25局同時ネットとなった。
- 6月16日（#736）、いかりやの掛け声と同時に入間市民会館の照明がすべて消灯する停電が発生。
- 9月14日、高木がアキレス腱を断裂。療養のために9月15日から12月29日まで番組を休む。
- 9月29日に30分放送時間を延長したスペシャル版「15周年だョ!全員集合」が放送される。1回限定で「少年少女合唱隊」が復活。視聴率は1984年度の最高視聴率26.4%を記録。この回をもって、オープニングの入場行進が最後になる。
- 10月6日の放送から、最終回までのメイン収録がTBSのGスタジオに切り替わった。その影響でオープニングの入場行進が正式に廃止され、タイトルロゴも動きのあるものから、ロゴが画面いっぱいにズームされるものに簡略された（ただし、この放送より前も、時間が押している場合はオープニングテーマが短縮されていた）。またこの日は、前に放送されている『クイズダービー』にもドリフが出演した（いかりやは解答者。加藤・仲本・志村は賭ける側としての出場者。高木は脚のケガの治療のため不参加）。しかし、同番組は収録のため、ドリフは定刻通りにスタジオでスタンバイしていた。スタジオ収録に切り替え後は、大仕掛けの屋台崩しは大幅に減少。また前半コントが終わり、舞台を撤収する際に流れるゲイスターズの演奏が、Gスタジオ収録の場合は事前に録音されたBGMを流す様になった。最初のゲストにも変化があり、15周年スペシャルを区切りに常連の郷ひろみ（最終回では出演）、沢田研二、細川たかしなどの大物ゲストの出演が大幅に減り、若手アイドルのゲスト出演が増加する。Gスタジオでは、回り舞台は一度も使用される事はなかった。但し、Gスタジオは以前にも年度最初の放送や1984年7月28日放送分と同年8月25日放送分にて使用した実績があった。スタジオ収録に切り替わってからは、観覧募集の場合は、公会堂での収録では表記はされない「ご家族をご招待」・「グループをご招待」という記載が追記されるようになった。
- 12月1日、入間市民会館から生中継。2ヶ月ぶりのスタジオ以外の会場からの生中継となった。この日を最後に東京以外での生中継が完全に終了。これ以後月に1回のみ日本青年館ホールでの放送（4月のみ渋谷公会堂）、それ以外はTBSのGスタジオからの放送になる。
- 長年続いた、オフィスを舞台にした会社コントがこの年をもって終了。

この年の年間平均視聴率は18.2%と遂に20%台を割り込み、同じく19.5%を記録し、かつ「タケちゃんマン」と前年に開始した「ひょうきん懺悔室」が人気を博していた『ひょうきん族』に遂に抜かれた。夏休み期間中の放送も、『ひょうきん族』が夏休み期間中に放送休止が相次いでいた事もあり、最低視聴率9.2%を記録した前年よりも若干持ち直したが、プロ野球シーズン中の視聴率はほとんどの週で20%割れを記録した。高木が療養した9月以降における視聴率は『ひょうきん族』よりも下回る回がほとんどを占めるようになり、年内最後の放送となった12月29日放送分では『ひょうきん族』に視聴率で7.9%の差をつけられた。
| No  | 放送日   | 前半コント タイトル                                | 収録会場       | 備考                   | 視聴率   | 視聴率     |
| No  | 放送日   | 前半コント タイトル                                | 収録会場       | 備考                   | 全員集合 | ひょうきん |
| --- | -------- | -------------------------------------------------- | -------------- | ---------------------- | -------- | ---------- |
| 713 | 1月7日   | ドリフの正月・見たか聞いたか必殺芸                 | 入間市民会館   |                        | 20.5％   | 18.5％     |
| 714 | 1月14日  | ドリフの国語算数理科社会                           | 福生市民会館   |                        | 18.5％   | 21.1％     |
| 715 | 1月21日  | ドリフの新体操・オリンピックまであと何歩？         | 日本青年館     |                        | 21.0％   | 22.9％     |
| 716 | 1月28日  | ドリフの盗賊団・財宝はどこだ？                     | 新座市民会館   |                        | 23.1％   | 22.9％     |
| 717 | 2月4日   | ドリフ商店街は今日も大忙し                         | 日本青年館     |                        | 20.9％   | 20.3％     |
| 718 | 2月11日  | ドリフの騎士団・戦場は大混乱？                     | ららぽーと劇場 |                        | 19.2％   | 17.2％     |
| 719 | 2月18日  | 殿のおなーり！ドリフ城は本日も大騒ぎ               | 渋谷公会堂     |                        | 20.8％   | 19.3％     |
| 720 | 2月25日  | ドリフの大奥マル秘物語                             | 戸田市文化会館 |                        | 23.7％   | 22.3％     |
| 721 | 3月3日   | ドリフのアパート・今日は楽しいひな祭り             | 入間市民会館   | 2月22日収録            | 18.5％   | 23.1％     |
| 722 | 3月10日  | ドリフの3丁目 町内会に朝が来た！                   | ららぽーと劇場 |                        | 22.5％   | 22.6％     |
| 723 | 3月17日  | ドリフの国語算数理科社会                           | 新座市民会館   |                        | 22.2％   | 23.3％     |
| 724 | 3月24日  | ドリフの「荒野の5人」？                            | 福生市民会館   |                        | 19.4%    | 20.6％     |
| 725 | 3月31日  | ドリフの母ちゃん・山寺に何を見た？                 | 日本青年館     |                        | 18.1％   | 22.2％     |
| 726 | 4月7日   | ドリフのネズミ小僧ただいま参上                     | ららぽーと劇場 |                        | 17.8%    | 18.7％     |
| 727 | 4月14日  | ドリフ・イン・ワンダーランド 不思議な世界へご招待  | 日本青年館     |                        | 16.0％   | 20.7％     |
| 728 | 4月21日  | ドリフの五軒長屋・隣りは何をする人ぞ？             | 渋谷公会堂     |                        | 16.4％   | 22.0％     |
| 729 | 4月28日  | ドリフのアパートは年中多忙でございます             | 日本青年館     |                        | 15.6％   | 20.6％     |
| 730 | 5月5日   | ドリフの母ちゃん てんてこまい                      | 日本青年館     |                        | 14.0％   | 15.5％     |
| 731 | 5月12日  | 親分！殴りこみだ！いかりや一家は今日も大混乱       | 新座市民会館   | 4月25日収録            | 17.1％   | 19.9％     |
| 732 | 5月19日  | ドリフの武芸帳・剣の道はキビしいな                 | 福生市民会館   |                        | 17.3％   | 休み       |
| 733 | 5月26日  | ドリフ史上最大の作戦！鉄橋爆破5秒前                | 日本青年館     |                        | 13.9％   | 13.4％     |
| 734 | 6月2日   | ドリフのサラリーマン・会社勤めも楽じゃない         | 大宮市民会館   |                        | 16.4％   | 19.5％     |
| 735 | 6月9日   | ドリフの華麗なる大脱走                             | 日本青年館     |                        | 16.5％   | 17.6％     |
| 736 | 6月16日  | ドリフの探検隊・ジャングルで何だコリャ？           | 入間市民会館   | 停電事件               | 26.2％   | 休み       |
| 737 | 6月23日  | ドリフの騎兵隊 この街をインディアンから守れ        | 日本青年館     |                        | 16.2％   | 13.4％     |
| 738 | 6月30日  | ドリフの母ちゃん・雨の日は大騒ぎ                   | 渋谷公会堂     |                        | 17.1％   | 16.0％     |
| 739 | 7月7日   | ドリフの国語算数理科社会                           | 日本青年館     |                        | 19.2％   | 19.6％     |
| 740 | 7月14日  | ああ今日子さん！ドリフ商店街に恋の季節がやって来た | 入間市民会館   |                        | 18.8％   | 14.4％     |
| 741 | 7月21日  | ドリフの影の軍団・忍びの道はツライでござる？       | 日本青年館     |                        | 14.2％   | 15.9％     |
| 742 | 7月28日  | ドリフの母ちゃん・お池にはまってさあ大変？         | TBS・Gスタジオ |                        | 19.3％   | 休み       |
| 743 | 8月4日   | ドリフの大江戸捕物帖・親分、大事件ですよ           | 新座市民会館   |                        | 17.0％   | 休み       |
| 744 | 8月11日  | ドリフのオットットッ殿のおなりー！？               | 日本青年館     |                        | 21.0％   | 休み       |
| 745 | 8月18日  | ドリフの海賊・7つの海を乗りこえろ                  | 渋谷公会堂     |                        | 16.1％   | 休み       |
| 746 | 8月25日  | ドリフ商事は年中無休で営業中                       | TBS・Gスタジオ | 8月15日収録            | 16.8％   | 15.4％     |
| 747 | 9月1日   | ドリフの国語算数理科社会                           | 日本青年館     |                        | 12.0％   | 12.0％     |
| 748 | 9月8日   | ドリフの母ちゃん 今日は楽しいお引っ越し？          | 日本青年館     |                        | 16.3％   | 15.5％     |
| 749 | 9月15日  | ドリフのダ・ダ・ダ・大工騒動記                     | ららぽーと劇場 | 高木 療養降板          | 15.5％   | 19.6％     |
| 750 | 9月22日  | ドリフのアパート 大家が怒ってオーヤオヤ？          | 入間市民会館   |                        | 18.6％   | 20.1％     |
| 751 | 9月29日  | 15周年だョ！全員集合                               | 日本青年館     | 放送ライブラリーに収蔵 | 26.4％   | 17.8％     |
| 752 | 10月6日  | 4人の刑事！？犯人をあげろ                          | TBS・Gスタジオ |                        | 16.6％   | 20.9％     |
| 753 | 10月13日 | 秋深し ドリフの母ちゃん大奮戦！？                  | TBS・Gスタジオ |                        | 16.5％   | 16.8％     |
| 754 | 10月20日 | ドリフ株式会社は今日も絶好調！？                   | TBS・Gスタジオ |                        | 17.3%    | 18.1％     |
| 755 | 10月27日 | 壮絶いかりやアパート騒動記！？                     | TBS・Gスタジオ |                        | 16.3％   | 21.8％     |
| 756 | 11月3日  | ドリフの丁稚はアッチコッチと大忙し！？             | TBS・Gスタジオ |                        | 19.9％   | 18.3％     |
| 757 | 11月10日 | ドリフのゴーストバスターズ・謎の館で何が起こる！？ | TBS・Gスタジオ |                        | 18.3％   | 23.0％     |
| 758 | 11月17日 | ボクシングだよ！全員OK！？                         | TBS・Gスタジオ |                        | 18.8％   | 24.7％     |
| 759 | 11月24日 | ドリフの大江戸長屋騒動記！？                       | TBS・Gスタジオ |                        | 20.2％   | 25.8％     |
| 760 | 12月1日  | ドリフの冒険 ピラミッドの秘密を探れ！              | 入間市民会館   |                        | 18.2％   | 24.9％     |
| 761 | 12月8日  | ドリフのSLは今日も快調 出発進行                    | TBS・Gスタジオ | 11月21日収録           | 20.5％   | 22.2％     |
| 762 | 12月15日 | 不思議の国のドリフ・魅惑の世界へご招待             | TBS・Gスタジオ |                        | 17.2％   | 18.5％     |
| 763 | 12月22日 | ドリフの母ちゃん クリスマス万歳！？                | TBS・Gスタジオ |                        | 19.6％   | 22.8％     |
| 764 | 12月29日 | ドリフ株式会社の年末騒動記！？                     | TBS・Gスタジオ |                        | 16.9％   | 23.8％     |

### 1985年
- 1月5日の放送からケガのため休んでいた高木が正式に復帰。またこの回は、全803回の放送の中で唯一のゲスト出演者がいない回となった。
- 2月2日、前半コントで回り舞台を生かした忍者コントを披露。バンドセットまで撤収するほどの大きさだったために、長山洋子と角川博の曲のみ生演奏ができずカラオケでの披露になる。後半コント終了後の小林幸子の歌唱シーンの時に「岡本章生とゲイスターズ」のテロップが出る。
- 6月1日の放送で、全員集合最後の回り舞台を使用。
- 7月19日、ついにTBSが「1985年9月限りで番組を終了する」と正式に発表。TBSは番組終了発表の中で「生放送を公開形式でやっていくことには限界があった。ナンセンスギャグもやり尽くした」ことを理由に挙げていた[17]。
- 7月27日〜8月31日、6週間に渡り、メンバーが選んだ夏休み傑作特集を放送。1週目には、生放送の舞台裏を特集。
- 9月7日、全員集合最後のスタジオ以外の公会堂での生中継になる、放送800回を達成。
- 9月14日、この回をもって後半コントが最後を迎える。
- 9月21日、16年間のゲスト歌手の歌い納めは、岩崎良美の「愛がひとりぼっち」であった。視聴率は『ひょうきん族』に7.1%の差をつけられた。
- 9月28日、最終回を迎える（この日はTBS・Gスタジオからの生放送）。荒井もゲストで出演。前半は母ちゃんコント、後半は番組の名場面集を放送した後、ゲスト出演者からドリフターズに花束が贈られた。花束贈呈の後、いかりやは「この番組に対する長い間のご声援、またはご指導本当にありがとうございました。僕らごときが16年間頑張って来られましたのも、ひとえに皆様方の熱いご声援あってのおかげと一同本当に心から感謝致しております。どうも本当に長い間ありがとうございました」と挨拶し、視聴者に感謝した。その後、フィナーレでは通常通りエンディング曲を出演者全員で大合唱する中、天井から大量の紙吹雪がステージ一杯に降った。最後は加藤が「長い間ありがとう」「元気で!」などと視聴者に呼びかけ、いかりやが「ありがとうございました」と話し改めて視聴者に感謝。そして観客がスタンディングオベーション状態になり、画面下部に「長い間ありがとうございました 8時だョ!全員集合」の字幕スーパーが出て番組は終了。通算16年間・803回の歴史に幕を閉じた。34.0%の高視聴率を記録した[3]。

この頃になると、視聴率は15％前後で推移し、ほとんどの週で『ひょうきん族』の後塵を拝すようになった。特に3月以降は『ひょうきん族』に視聴率で6%以上の大差をつけられる回が目立ち始め、3月9日の放送では9.1%の差をつけられた他、3月30日の放送では7.9%、4月13日の放送では最大となる10.3%の差をつけられてしまう。ちなみに裏番組として、4月6日に『土曜トップスペシャル』(日テレ) で「風の谷のナウシカ」の初回放送が行われ、16.5％の高視聴率を記録したため、「全員集合」は『ひょうきん族』と「ナウシカ」の両番組の視聴率を下回る結果となった。
| No  | 放送日  | 前半コント タイトル                            | 収録会場       | 備考                      | 視聴率   | 視聴率     |
| No  | 放送日  | 前半コント タイトル                            | 収録会場       | 備考                      | 全員集合 | ひょうきん |
| --- | ------- | ---------------------------------------------- | -------------- | ------------------------- | -------- | ---------- |
| 765 | 1月5日  | 85年新春オーケストラ迷曲コンサート！？         | 日本青年館     | 前年12月27日収録 高木復帰 | 15.1％   | 16.2％     |
| 766 | 1月12日 | ドリフの国語算数理科社会                       | TBS・Gスタジオ |                           | 21.9％   | 21.1％     |
| 767 | 1月19日 | ドリフの漂流記 オーイ！助けてくれ！？          | TBS・Gスタジオ |                           | 20.0％   | 18.0％     |
| 768 | 1月26日 | ドリフのスパイ大作戦 あの金庫を狙え！          | TBS・Gスタジオ |                           | 17.9％   | 21.8％     |
| 769 | 2月2日  | ドリフのマル秘忍者屋敷・一体これは何だ！       | 日本青年館     |                           | 16.5％   | 19.5％     |
| 770 | 2月9日  | ドリフ刑務所の囚人残酷物語                     | TBS・Gスタジオ |                           | 18.7％   | 21.0％     |
| 771 | 2月16日 | ドリフのバカ殿様・華麗なる私生活！？           | TBS・Gスタジオ |                           | 19.1％   | 22.5％     |
| 772 | 2月23日 | 壮絶！ドリフ商店街はウラメシヤー！？           | TBS・Gスタジオ |                           | 18.8％   | 20.3％     |
| 773 | 3月2日  | ドリフ飛行訓練所で非行も直る！？               | 日本青年館     |                           | 15.0％   | 20.0％     |
| 774 | 3月9日  | ドリフの刑事の用事は春の珍事！？               | TBS・Gスタジオ |                           | 16.0％   | 25.1％     |
| 775 | 3月16日 | ドリフの国語算数理科社会                       | TBS・Gスタジオ |                           | 17.9％   | 18.9％     |
| 776 | 3月23日 | ドリフの父ちゃん！早く寝なさい                 | TBS・Gスタジオ |                           | 17.3％   | 19.5％     |
| 777 | 3月30日 | ドリフの大家！春だ家賃をふみ倒せ！？           | TBS・Gスタジオ |                           | 16.0％   | 23.9％     |
| 778 | 4月6日  | ドリフの忍者学校！修行も楽じゃナイ！？         | 渋谷公会堂     |                           | 14.4％   | 17.7％     |
| 779 | 4月13日 | 恐怖！？ドリフのスリラー西洋館                 | TBS・Gスタジオ |                           | 13.7％   | 24.0％     |
| 780 | 4月20日 | ドリフのコンバット！地下水道大作戦！？         | TBS・Gスタジオ |                           | 20.8％   | 休み       |
| 781 | 4月27日 | ドリフの大脱走・・・！発想も節操もなし！？     | TBS・Gスタジオ |                           | 23.6％   | 休み       |
| 782 | 5月4日  | ドリフの5人の刑事！犯人をしめあげろ！？        | 日本青年館     |                           | 15.7％   | 14.7％     |
| 783 | 5月11日 | ドリフの社員旅行！山奥の宿に何を見た           | TBS・Gスタジオ |                           | 20.0％   | 休み       |
| 784 | 5月18日 | ドリフのヤクザ！志村の弔い合戦！？             | TBS・Gスタジオ |                           | 16.1％   | 16.5％     |
| 785 | 5月25日 | ドリフの国語算数理科社会                       | TBS・Gスタジオ |                           | 15.0％   | 17.6％     |
| 786 | 6月1日  | ドリフの母ちゃん！雨が降ってさあ大変           | 日本青年館     |                           | 15.0％   | 15.5％     |
| 787 | 6月8日  | ドリフの修学旅行！禁外出に賭ける青春           | TBS・Gスタジオ |                           | 18.3％   | 休み       |
| 788 | 6月15日 | ドリフの五軒長屋 この忙しさは何だ？            | TBS・Gスタジオ |                           | 17.8％   | 18.0％     |
| 789 | 6月22日 | 無人島でヒエー！？ドリフの漂流記'85            | TBS・Gスタジオ |                           | 14.5％   | 19.8％     |
| 790 | 6月29日 | ドリフの騎士団！ワッ敵だ！逃げろー！？         | TBS・Gスタジオ |                           | 19.0％   | 21.0％     |
| 791 | 7月6日  | ドリフの山寺！夏だ修行だ！もうダメだ           | 日本青年館     |                           | 17.2％   | 休み       |
| 792 | 7月13日 | ドリフの国語算数理科社会                       | TBS・Gスタジオ |                           | 18.3%    | 18.2％     |
| 793 | 7月20日 | ドリフの民宿は夏に向けて絶不調！？             | TBS・Gスタジオ | 前日に打ち切り発表        | 15.0％   | 休み       |
| 794 | 7月27日 | 夏休み傑作集                                   |                |                           | 12.7％   | 15.4％     |
| 795 | 8月3日  | 夏休み傑作集②                                  | 15.2％         | 14.4％                    |          |            |
| 796 | 8月10日 | 夏休み傑作集③                                  | 17.3％         | 19.1％                    |          |            |
| 797 | 8月17日 | 夏休み傑作集④                                  | 14.1％         | 休み                      |          |            |
| 798 | 8月24日 | 夏休み傑作集⑤                                  | 13.7％         | 19.5％                    |          |            |
| 799 | 8月31日 | 夏休み傑作集⑥                                  | 20.6％         | 19.6％                    |          |            |
| 800 | 9月7日  | ドリフのランボー剣道！怒りの道場脱出           | 日本青年館     |                           | 16.8％   | 21.5%      |
| 801 | 9月14日 | 志村の殿様！TVゲームに大興奮                   | TBS・Gスタジオ |                           | 14.4％   | 休み       |
| 802 | 9月21日 | ドリフのオーケストラ！秋の迷曲鑑賞会           | TBS・Gスタジオ |                           | 15.9％   | 23.0％     |
| 803 | 9月28日 | ドリフの今日でお別れ最終回！華麗なるフィナーレ | TBS・Gスタジオ | 母ちゃんコント            | 34.0％   | 20.9％     |

### 番組終了後
- 1985年10月5日には、一般視聴者が見たい名場面を電話リクエストで受け付けるという2時間の特別番組『電リクだョ!全員集合』（司会：生島ヒロシ）が生放送され、翌週の10月12日から12月28日にかけて、総集編『ドリフフェスティバル・全員集合ベスト100』が毎週・計12回放送された（一部系列局は翌年以降に再放送されている）。番組枠はその後、『加トちゃんケンちゃんごきげんテレビ』に引き継がれ、ドリフメンバーによる番組シリーズは『KATO&KENテレビバスターズ』の最終回が放映された1992年9月26日まで続くことになる。ただし、この全期間に出演していたのは加藤のみである。
- 1988年8月、先述している裏番組にして最大のライバル・戦友であったフジテレビのオレたちひょうきん族が「ひょうきん族だヨ!全員集合」と題して、杉並区・杉並公会堂から本家同様の生放送ではないものの公開収録の形をとって本格的にパロディ版を全編にわたって放送。TBSおよびドリフからの承諾を得て、ロゴの「だヨ!全員集合」の部分からオープニングエンディングまでの完全再現となったが、コントはすべて制作のひょうきん側のネタを採用し、パロディコントではなかった。これはひょうきん側が放送300回を記念してパロディオマージュしたものであるが、翌年の番組終了に伴い、現時点で最初で最後となっている。
- 1989年4月1日・10月・1990年4月4日・10月5日・1991年4月3日の計5回、『全員集合スペシャル』として過去の名場面集が放送された。なお、第1回はザ・ドリフターズ結成25周年記念番組と銘打たれている。1989年10月の放送（このときは『全員集合スペシャル2』というタイトルだった）ではいかりやと生島ヒロシ（『全員集合スペシャル』のナレーションも担当）のトークを交えて放送された。なお、1989年10月の放送の第2弾は当初、プロ野球中継中止の際のレインコート番組として組まれていたが、最初の週（10月4日）は予定通りプロ野球中継が行われたため放送延期。その翌週（10月11日）も当初はプロ野球中継（このときはパ・リーグの優勝争いに絡む試合があったため）が放送される予定だったが、雨天中止となったため放送された。
- 1998年には、『テレビのちから』で「全員集合特集」を行い、加藤と志村が出演。
- 2001年
  - 8月11日にはNHK『思い出のメロディー』で、すわを含めたドリフメンバーによる全員集合が再現された。オープニングの後、前半はいかりやによる点呼ネタを軸とした進行で「ドリフのズンドコ節」、「誰かさんと誰かさん」の2曲を披露。「学校コント」を挟み、『飛べ!孫悟空』の挿入歌「ゴー・ウエスト」をすわを含めた6人で歌った。後半は加藤･志村による「ヒゲダンス」が披露され、ラストの「ドリフのビバノン音頭」では加藤による視聴者への呼びかけも復活した。
  - 12月31日には『第52回NHK紅白歌合戦』で、この回の出場歌手（ドリフのヒットメドレーを歌った）でもあるドリフ主演のアトラクションコーナーで少年少女合唱隊（番組では少年少女聖歌隊）が復活し、北島三郎・松田聖子・西城秀樹・和田アキ子などの当番組にゲスト出演した経験がある歌手・モーニング娘。や氷川きよしなど現代のアイドルが参加した早口言葉が放送された。紅白対抗ということで、衣装は通常の白から紅組（女性歌手）は赤のベレー帽に赤いスモックといういでたちだった。また、初盤のショーコーナー「Kids Dream」開始前にいかりやが登場し、当番組のオープニングコールを行った[注釈 23]。この時の視聴率は51.5%で歌手別、コーナー別視聴率では2番目の高さだった。コーナーの冒頭とエンディングでは、「8時だヨ!…」に似せて番組オープニングとエンディングの「ドリフのビバノン音頭」との替え歌が歌唱され、後者は「これでおしまい、さようなら」という歌詞が含まれていた。後述の通り、2004年にいかりやが死去した為、この紅白出場時のメドレー・少年少女聖歌隊・コーナーオープニングコールが、ドリフ5人での「全員集合」の再現としては最後となった。
- 2004年
  - 3月20日にリーダーのいかりやが死去した際、1週間後の3月27日にスタジオ追悼番組として『追悼緊急企画 長さんだョ!全員集合』を19時から約2時間放送[18]。司会はTBSの斎藤哲也アナウンサーが務め、ドリフターズのメンバー（仲本はスケジュールの都合により番組前半はVTR、終盤は電話での出演となった）を迎えて放送され、20.1%の高視聴率をマークした。番組内でも20時（午後8時）ちょうどに『全員集合』のオープニングVTRを流した。この他、前半コントから「五軒家コント」の舞台裏の映像も公開された。この映像は、1985年7月27日に夏休み傑作特集の1つのコーナーで放送されたものをそのまま使用した。
  - 4月10日には全員集合と『ごきげんテレビ』の名場面を振り返る特別番組として『加トちゃんケンちゃんドリフの全て見せますスペシャル』を19時から約2時間放送。当初3月27日放送予定が上述のいかりや追悼特番の為、2週遅れでの放送となった（詳細は同番組の項を参照）。
- 2005年
  - 2003年にドリフターズのメンバーが全員集合してドリフ結成40周年を記念し、一度だけ『全員集合』を復活したいとの声があったが、翌年にリーダーのいかりやが死去したことに伴い実現不可能かと思われた。しかし、のちに『全員集合』のDVDの売上げが好調であったため、2005年10月2日にTBSテレビ放送50周年特別番組として放送された『中居正広のテレビ50年名番組だョ!全員集合笑った泣いた感動したあのシーンをもう一度夢の総決算スペシャル』の目玉企画として復活した。この回はTBS・Bスタジオからの生放送となった。
- 2008年
  - 6月25日には『水トク!』で「番組発生40周年記念!!8時だョ!全員集合SP」と題した特別番組を放送。この日は同番組のDVD第3弾が発売される3週間前であった（一部系列局では翌年に再放送が行なわれたところがある）。
  - 12月26日には『バラエティー番組誕生50年記念!8時だョ!全員集合年末スペシャル』と題した特別番組を4時間にわたり放送。『全員集合』の名場面だけでなく、後継番組の『加トちゃんケンちゃんごきげんテレビ』の名場面もあわせて放送された。
- 2009年
  - 4月1日には『JNN50周年記念 ハイパーバラエティウィーク』第3日のプログラムとして『ザ・ドリフターズ結成45周年記念!!8時だョ!全員集合SP』と題し、3時間半にわたり放送。この年は番組誕生から40周年を迎える節目の年となる。前回の年末の放送に続き、『全員集合』の名場面だけでなく、後継番組の『加トちゃんケンちゃんごきげんテレビ』の名場面（探偵物語・おもしろビデオコーナー）もあわせて放送。本番30秒前時点での放送当時のリハーサルも放送された（本番開始数分前から本番終了後数分までノーカットでVTRテープを回していたため）。
  - 9月23日には『JNN50周年記念 8時だョ!全員集合SP』と題し、19:50〜22:54で放送。首都圏以外の地方会場での回を中心に放送された。なお、この日の同番組オープニングの一部として、9月8日に横浜スタジアムで行われたプロ野球「横浜（現・横浜DeNA）VS巨人」戦の試合前に、同試合で始球式を務めた加藤の「8時だョ!」に続けて観衆が一斉に「全員集合!」と唱和するパートを収録した。
- 2010年
  - 3月18日には『懐かしのいかりや長介大爆笑スペシャル!!』として、フジテレビ（映像提供：TBS）で、オープニング・公開コント（忍者）・最終回のフィナーレを放送した。
  - 3月31日には『ドリフ伝説最終章 8時だョ!全員集合 大笑いの4時間SP!』と題し、19:00〜23:00で放送。
  - 12月31日にはTBS開局60周年記念の一環として『大晦日だョ!全員集合』と題した特別番組を17:30〜20:54に放送。『全員集合』の名場面だけでなく、後継番組の『加トちゃんケンちゃんごきげんテレビ』に加え、人形劇『飛べ!孫悟空』の名場面も合わせて放送された。因みに加藤は裏番組の『年忘れにっぽんの歌』（テレビ東京系列。17:00〜21:30）にも出演。
- 2011年8月25日には読売テレビ・日本テレビ系で放送された『ダウンタウンDX』で加藤がゲストに出演した関係で1977年5月14日放送（セットが火災・取手市民会館）と1984年6月16日放送（会場が停電・入間市市民会館）の各一部が放送された。
- 2017年10月28日から12月10日まで、東京・杉並区立郷土博物館分館（天沼弁天池公園内）にて企画展『8時だョ!全員集合展』が開催された。同展では1970年8月8日に旧杉並公会堂で行われた公開生放送の様子や、コントのセットの図面、台本などを展示した[19]。
- 2020年
  - 2月10日放送の『歌のゴールデンヒット』で、当番組開始1週間前の1969年9月27日に放送された、同年秋改編の新番組を紹介する番組『秋のスタジオ見学』より、第2回放送分の中から「ドリフでドボン」と「医者コント」（いしだあゆみが患者役で出演）を放送した。
  - 3月29日にドリフターズメンバーの志村けんが死去したため、その2日後の4月1日に放送された、TBSの朝8時からのワイドショー番組である『 グッとラック!』では8時の放送開始と同時にいかりやの当番組での「8時だよ!」の掛け声から番組が始まり当番組のオープニングテーマが流れるという演出が行われた。
  - 8月22日放送の『24時間テレビ 愛は地球を救う43』（日本テレビ系）内のドラマ『誰も知らない志村けん -残してくれた最後のメッセージ-』の冒頭でオープニングと母ちゃんコント（1984年3月31日放送分）の一部が放送された。
  - その翌日の8月23日放送の24時間テレビでは番組内のコーナーの一部として、同日午前9時頃から「加藤茶の呼びかけでドリフ復活!」と題してドリフが復活。そのコーナーの中でオープニング、母ちゃんコント（前日の放送分とは別）、剣道コント、ヒゲダンスなどの一部のコントが、映像提供:TBS「8時だョ!全員集合」として放送された。
  - 12月31日にTBSチャンネル2にて『年またぎ!「8時だョ!全員集合」集中放送』と題して20時から14時間にわたり15話連続で再放送された[20]。
- 2021年
  - 2月7日よりTBSチャンネル2にて、日曜9:00 - 10:00の枠で週1回放送（放送順は上述の年越し集中放送と同様）。
  - 3月28日にフジテレビ系列にて、『春だ!ドリフだ!みんなあつまれ全員集合!』（映像提供：TBS、企画制作：イザワオフィス）として、19:00 - 21:54に放送された。テレビ局の垣根を超えた一挙蔵出しとなり、志村けんの初登場場面等も放送された[21]。
- 2022年2月16日放送の『しゃべくり007』（日本テレビ系）にて、ザ・ドリフターズ（加藤茶・仲本工事・高木ブー）がゲスト出演した際にオープニングの一部、たらいの落ちるシーン、加藤茶のちょっとだけよ、少年少女合唱隊（早口言葉）、陽のあたる急な坂道の映像が、映像提供：TBS「8時だョ!全員集合」として放送された。
- 2024年9月16日には当番組開始55周年とザ・ドリフターズ結成60周年を記念した3時間半の特番『今夜復活! 8時だョ!全員集合 不適切だけど笑っちゃう!ドリフ伝説コントBEST20!』が放送された[22]。

## 視聴率
- 初回視聴率：12.9%（1969年10月4日放送）
- 最高視聴率：50.5%（1973年4月7日放送）
- 最低視聴率：9.2%（1983年8月13日放送）
- 最終回視聴率：34.0%（1985年9月28日放送）
- 平均視聴率：27.3%
  - 1969年：13.2％
  - 1970年：31.2％
  - 1971年：41.1％
  - 1972年：37.1％
  - 1973年：43.7％
  - 1974年：36.0％
  - 1975年：27.9％
  - 1976年：23.0％
  - 1977年：30.2％
  - 1978年：29.8%
  - 1979年：29.6%
  - 1980年：34.3%
  - 1981年：33.9%
  - 1982年：23.6%
  - 1983年：20.8%
  - 1984年：18.2%
  - 1985年：17.4%

## トラブル史
この番組については、本質的には舞台コントとして入念に練り込まれた笑いこそが最大の売りであり、アドリブや出演者に起きるアクシデントの演出で笑いを取る事は一貫して是としなかった。
ただし、16年間という長期間に渡り生放送・公開放送で続けられた番組であったため、コントやコント以外でも、放送中のトラブル・アクシデントや出演者を巡る出来事は数多く発生している。本項ではこれらについて記述する。
- 1970年7月2日、加藤が交通事故を起こし、約1か月の謹慎。この間、仲本が加藤のいじられ役を代行[23]。
- 1972年4月1日、小田原市民会館でオープニングが終わってCMに入った時に回り舞台を動かし反転させて裏に控えていたセットを表へ出そうとしたが、スイッチを入れても全く動かず、何とか場をつなげようとしてちょうどトイレへ行こうとしていたピーターをいかりやが呼び止めて予定されていた歌を歌うよう要請。オープニング後のCM明けに急遽歌のコーナーという異例の放送となったが、ピーターの歌の間に回り舞台を総点検、改めてスイッチを入れたら舞台が動いてコントのコーナーに入ることが出来た[23]。
- 1977年5月14日、探検隊コント（サブタイトルは「ドリフの地上最悪の山」）の途中、ピストルの火花が小道具の蛇に着火し炎上。すぐに消し止められ負傷者も無かったが、場内（取手市民会館）の非常ベルが鳴り、その時点でコントは中止となった。蛇のスプレー塗装を本番直前にしたため、ピストルの火花がまだ乾燥しきっていない塗料に引火したのが原因であった。
- 1980年9月、いかりやが声帯ポリープの手術を受けた都合で、13日と20日の放送に声を出さずに出演した。13日放送のオープニングで、仲本が鉄琴を鳴らした後、「長らく世間に迷惑をかけたいかりやが声を出せない」旨を知らせた。「8時だョ!」のかけ声は加藤、「おいっすー!」「行ってみよう!」のかけ声と前半コントのツッコミ役は志村、少年少女合唱隊の司会は仲本、後半の進行役は高木と他メンバーが持ち回りでいかりや役を代行した。
- 1981年
  - 2月18日、仲本と志村が番組プロデューサーの居作と共に競馬のノミ行為で任意の事情聴取を受け書類送検されたことが発覚、約1か月に渡り謹慎。仲本と居作は略式起訴され罰金刑となる（志村は賭け金が小額だったこともあり起訴猶予処分）。この期間中、いかりや、加藤、高木の3人で番組やコントを進行した。仲本と志村の代わりに椅子などを使う形でコントを進行し、場がしらけると加藤が松村和子の『帰ってこいよ』を歌っていた。また、この間に新しいギャグ、加藤の「5秒前、4、3、2、1、デーン」と高木の「ピップエレキバン」が生まれた。この間、視聴率が平常に比べ10%アップしていた（不祥事発覚後初放送の同年2月21日の放送時は47.6%であった）。また仲本・志村復帰後、学校コントで「英語で“馬”は?」と聞かれた仲本が「もうやってません」と答え、志村が突っ込む自虐ネタもあった。
  - 3月14日、ゲストが坂道の上にある一軒家に駆け上がるコント「陽の当たる急な坂道」で、細川たかしがアキレス腱を切断し、長期入院を余儀なくされた。後に復帰したものの、仕事量が激減した細川は後日『欽ちゃんのどこまでやるの!?』にゲスト出演した際、萩本欽一に「仕事ないの?じゃあ毎回来る?」といわれ、同番組にレギュラー出演することとなった。このことがきっかけで、当時のシングル曲「北酒場」を『欽どこ』で毎回歌うこととなり、それにより大ヒットとなった。

  - 6月27日、前半コントの「脱獄コント」の際、大根と志村そっくりの人形をギロチンで切るギャグを放送したが「残酷すぎる」との理由で、TBSや系列各局に抗議電話が殺到[12]。翌日の新聞の社会面で報道された。
- 1983年6月4日、前半コントの「民宿コント」で、爺さん役の加藤が建てつけの悪い押し入れの襖を勢いよく閉めるとその衝撃で隣のトイレのセットまでもが傾き、中に入っている婆さん役の志村がその弾みで壁を突き破って外へ飛び出すという流れが予定されていたが、本来なら傾いた状態で止まるはずのトイレのセットが完全に倒れ、うつぶせに倒れた志村を直撃する形になった。志村はほぼ無傷で済んでおり、やがて加藤と高木が持ち上げたセットの下から自力で抜け出し、その後もコントは続行された。
- 1984年
  - 6月16日、生放送の開始時刻直前（2、3秒前）に、その日の会場ホール（入間市市民会館）が突然停電になり会場内の照明が消えるという事態が起きた。停電中は真っ暗な中で懐中電灯を点灯させゲストを紹介した（実際に停電になったのは会場内の照明のみで、テレビカメラやマイクロフォンなどの放送機材には、会場外の中継用電源車から電力が供給されていたため、完全に放送不能となる事態だけは回避された）。番組冒頭で真っ暗になった会場を映し「8時だョ!おっ!」の掛け声の後、通常通りタイトルロゴを出した。いったん電気は復旧して、いかりやの「8時だョ!ちょっと遅れたかな?」と掛け声を行った後にまた停電となった。その時にバックバンドの一部のファンファーレが鳴り、他メンバーはようやくステージに上ることができた。その後、ID画像や番組開始の遅れによるテロップを出し、その間やむを得ずスポットライトでステージを照らし、いかりやが「8時9分半だョ!」の掛け声を掛けた後、少し早いペースで1番のみ演奏された。なお番組冒頭の9分間は懐中電灯を持ちながら、いかりやとゲストのトークでつなぎ、エンディング時では会場の電源の不備によるお詫びとテロップを出した。視聴率は通常より10%アップした（26.2%）。この日の『オレたちひょうきん族』はプロ野球中継のために休止しており、普段はひょうきん族に流れていた視聴者層がたまたまチャンネルを合わせていた視聴者も多かった。この停電が安全・セキュリティに危惧を及ぼし、後に同番組の放送がTBSのGスタジオのメインになったことについて影響したといわれる。2017年、『ダウンタウンなう』（フジテレビ）に出演した加藤・仲本・高木は、この停電は入館できなかった客の1人が頭に来て八つ当たりに電源車のシールドを抜いたことによるものだったとの旨を明かしている[24]。
  - 9月14日、高木がリハーサル中にアキレス腱を断裂し、その後約4か月間活動休止（負傷翌日の放送には番組冒頭でラジカセから再生された録音メッセージが放送された）。
- スタッフの細かいミスもよくあり、公開放送ゆえにそれもそのまま放送されていた。
  - 1972年6月24日、広島県の東洋工業（現：マツダ）体育館からの公開生放送のエンディングが、タイムキーパーが進行表を読み違えたために混乱した。
  - 1984年10月27日の放送で、前半コント終了の音楽が鳴っているにもかかわらず、なかなかセットが撤収されず、やっとセットが撤収しはじめた時にバンドのゲイスターズのメンバーが走っている姿が放映された（スタッフのミスで、終了数分前には座っていなくてはいけないが、連絡ミスでメンバーの9割が遅刻。しかし、演奏開始には間に合う）。
  - また、セット転換時のミスや仕掛けの不具合については、高木、仲本、加藤、志村がアドリブでギャグにして処理することも見られたが、生放送のため時間を切迫させる要因になった。
    - 時間の切迫については、植木等がゲスト出演した回でも、後半コントに出演した植木が予定になかったアドリブを挟んだために、いかりやが「だからそういうことするなって言ってるでしょ!」と植木をたしなめたことがあったなど、非常にシビアであった。

このほか、過激な内容のコントにPTAが問題視して番組に抗議する事態が度々発生した。上記の火事騒動、停電騒動、仲本と志村の謹慎は三大事件と呼ばれている。またDVD『TBSテレビ放送50周年記念盤 8時だョ!全員集合 2005』の特典映像として火事騒動・停電騒動・1983年6月の「民宿コント」でのハプニング時のハイライト映像が収録されている。